# Petrus van Oeckelen

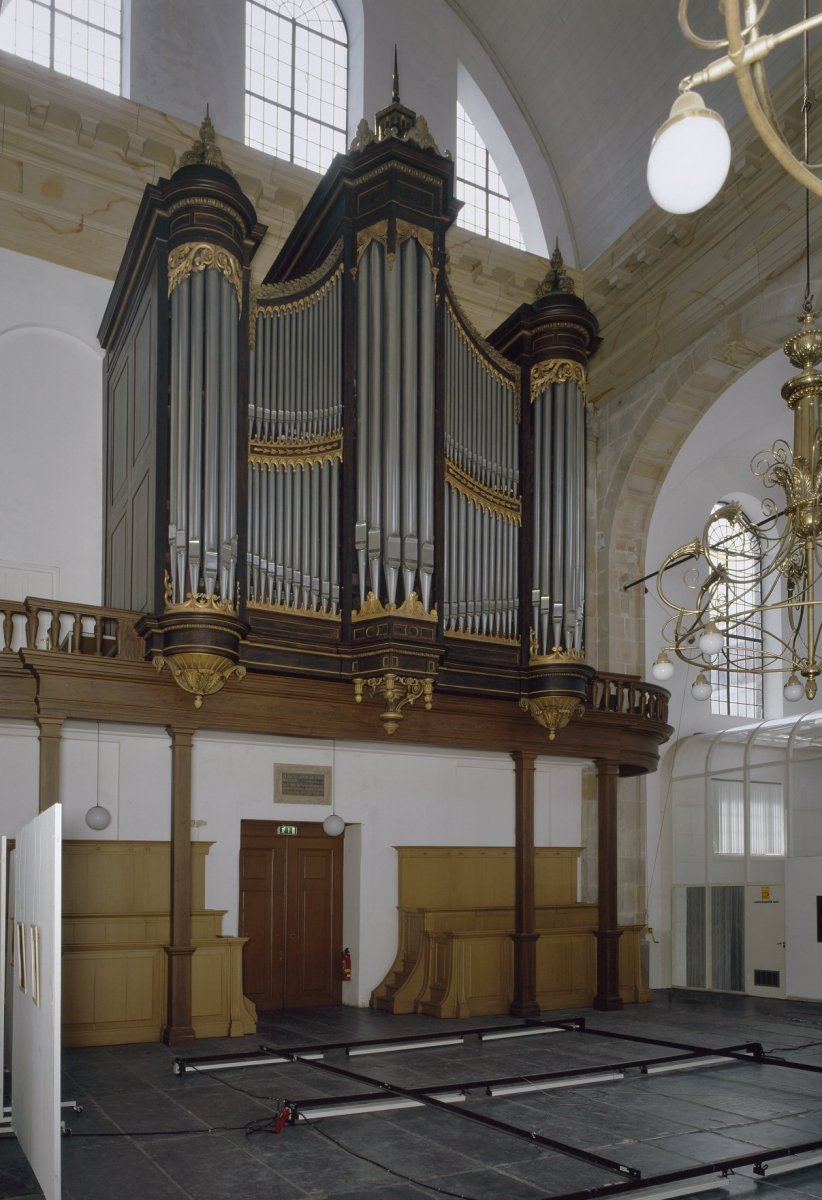
Het Van Oeckelen-orgel uit 1871 in de Oosterkerk (Amsterdam)

Petrus van Oeckelen (Breda, 15 augustus 1792 – Glimmen, 13 augustus 1878) was een Nederlandse orgelbouwer en beiaardier.

## Leven en werk
Van Oeckelen werd in 1792 in Breda geboren als zoon van de instrumentmaker en orgelbouwer Cornelis van Oeckelen en van Elisabeth Coenen. Rond 1808 werd hij benoemd tot stadsbeiaardier van Breda. In 1810 verhuisde hij naar Groningen, waar hij benoemd was tot beiaardier van de Martinitoren. In 1837 vestigde hij zich als orgelbouwer in Harendermolen, bij Glimmen. Hij nam in dat jaar het bedrijf van de overleden orgelbouwer Johannes Wilhelmus Timpe over.
Door zijn verhuizing vormt de rooms-katholiek Van Oeckelen in de orgelwereld een schakel tussen de door de geloofs- en culturele grens van de grote rivieren gescheiden delen van Nederland. Hij heeft vooral veel orgels voor protestantse kerken in Noord-Nederland afgeleverd. Hij bouwde echter ook een orgel voor de rooms-katholieke Broerkerk van Groningen, waarvoor het bestuur in een advertentie in het Algemeen Handelsblad haar tevredenheid aan hem betuigde.
Hij trouwde op 30 juni 1825 in Groningen met de ruim zeven jaar jongere Joanna Maria Theresia Auwerda, dochter van Christianus Auwerda en Margarita Elizabetha Paping. Uit dit huwelijk werden zes kinderen geboren, waarvan er drie evenals hun vader orgelbouwer werden. Een dochter trouwde met een leerling van haar vader, de orgelbouwer Jan van Loo, die vooral in Overijssel werkzaam was.

## De zoons
Van Oeckelen overleed in augustus 1878 in Glimmen, op twee dagen na 86 jaar oud. Twee van zijn zoons, Cornelis Aldegundis (1829-1905) en Antonius (1839-1918), zetten het bedrijf van hun vader voort in het huis "Haaksbergen" aan de Rijksstraatweg 12 te Glimmen, tevens het woonhuis van Antonius. Op nummer 20 woonde Cornelis Aldegundis in het huis "Heemstede", dat van een latere eigenaar/bewoner, de architect Egbert Reitsma, in 1956 de naam "Oeckelenhof" kreeg. Een derde zoon, Henderikus (Henricus) van Oeckelen (1835-1894), was ook orgelbouwer, maar maakte geen deel uit van het familiebedrijf. Hij werkte vanaf 1870 bij Roelf Meijer te Veendam en zette voor rekening van diens weduwe het bedrijf voort vanaf 1884 totdat hij zelf stierf in 1894.

## Orgels van Van Oeckelen
Petrus van Oeckelen en zijn zonen bouwden in diverse Noord-Nederlandse kerken hun orgels. In de 19e eeuw behoorden zij, samen met de firma's Van Gruisen (later Hardorff) en Van Dam, beide te Leeuwarden, en Lohman in Groningen, tot de productiefste bouwers van kerkorgels in de noordelijke regio. In de periode waarin Petrus van Oeckelen werkzaam was heeft zijn bedrijf voor onder meer de volgende kerken orgels gebouwd:
- Kloosterkerk (Assen) (1819, in 1848 verplaatst naar de Jozefkerk aldaar en vervolgens naar de Clemenskerk te Havelte)
- Hervormde kerk te Strijen (1839, een orgel waarvoor zijn vader Cornelis de opdracht had gekregen, maar dat na diens overlijden door Petrus van Oeckelen werd gebouwd)
- Koepelkerk van Smilde (1839)
- Broerkerk (Groningen) (1841, verplaatst naar de Rehobothkerk te Tholen)
- Jacobuskerk (Rolde) (1847, op basis van een ouder instrument van elders)
- Kerk van Breede (1849)
- Kerk van Garmerwolde (1851)
- Terptsjerke te Akkrum (1856)
- Grote of Sint-Clemenskerk (Steenwijk) (1860)
- Kerk van Odoorn (1861)
- Sint-Martinuskerk (Beetgum) (1861)
- Sint-Hippolytuskerk (Middelstum) (1863)
- Stefanuskerk Noorddijk (1864)
- Hervormde kerk (Oude Pekela) (1865)
- Oude kerk (Veenendaal) (1866)
- St. Maartenskerk (Maurik) (1867)
- Lutherse kerk (Nieuwe Pekela) (1868)
- Kerk van Visvliet (1869)
- Kerk van Noordwijk (1871)
- Oosterkerk (Amsterdam) (1871)
- Mariakerk (Oenkerk) (1872)
- Kerk van Ruinerwold (1872)
- Sint-Joriskerk (Westerlee) (1873)
- Andreaskerk (Westeremden) (1873)
- Kerk van Eexta (1874)
- Nijkerkje van Oosteinde (Groningen) (1874)
- Koepelkerk (Sappemeer) (1875)
- Hervormde kerk (Burum) (1876)
- Hervormde kerk van Veessen
- Hervormde kerk (Oosterkadekerk Stadskanaal) (1876)
- Bartholomeüskerk (Noordlaren) (1876, twee jaar na de bouw overleed Van Oeckelen; hij werd in Noordlaren begraven[4])
- Pleinkerk (Houten) (1878)

Daarnaast werden ook bestaande orgels door Van Oeckelen verbouwd of verplaatst naar andere kerken. Zo heeft hij in 1857 het Schnitgerorgel in de Der Aa-kerk te Groningen sterk uitgebreid.
Postuum
De laatste orgels die Petrus bouwde werden door zijn zonen voltooid en geplaatst:
- Hofkerk (Hardegarijp) (1879)
- Kerk van Wirdum (Groningen) (1879)
- Kerk van Tjamsweer (1880)

Na zijn overlijden hebben zijn zonen nog een aantal kerkorgels gebouwd voor de kerken in Noord-Nederland, maar ook daarbuiten.

## Fotogalerij
Petrus van Oeckelen

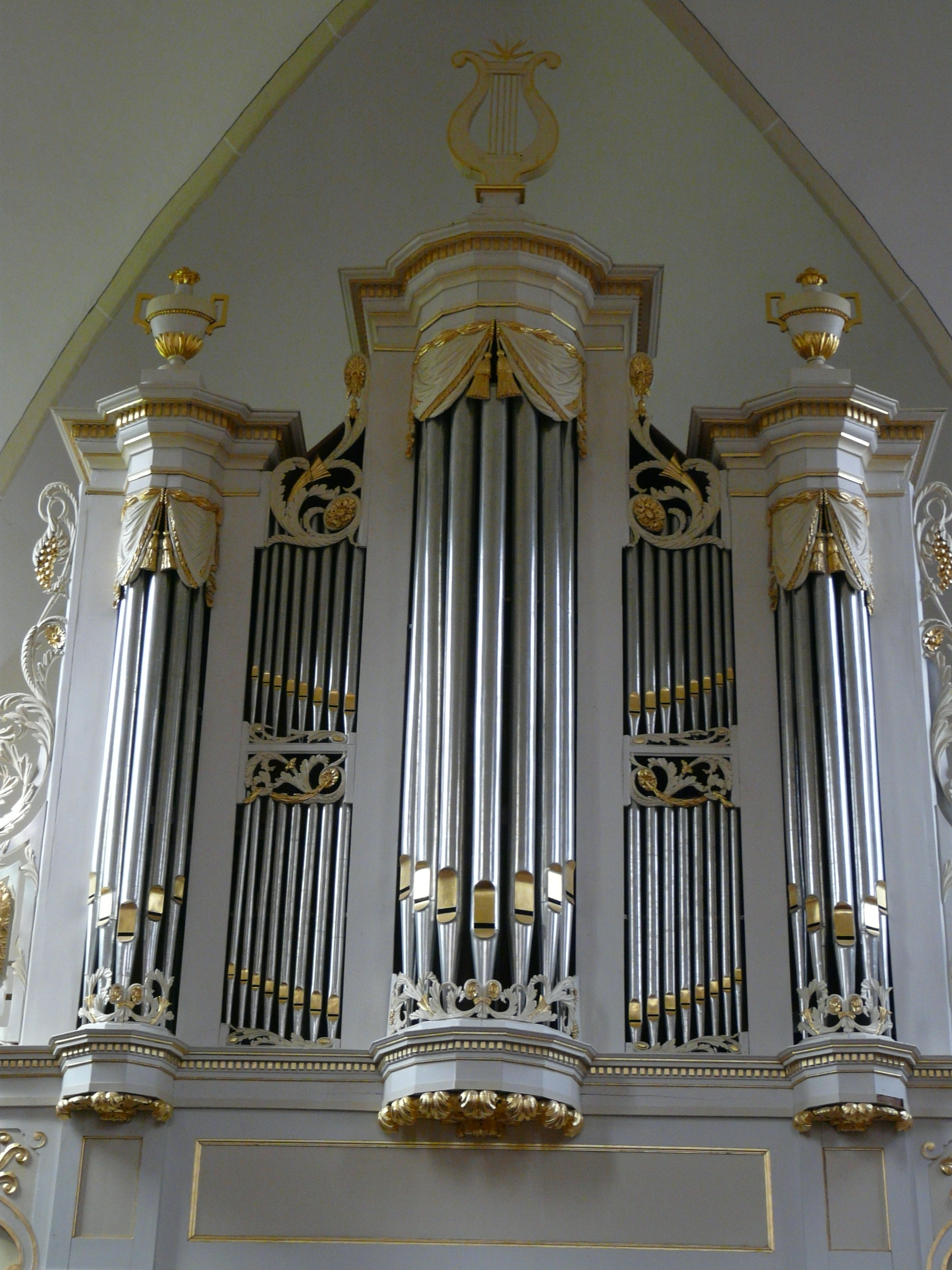
Orgel uit 1819 in de Clemenskerk (Havelte)
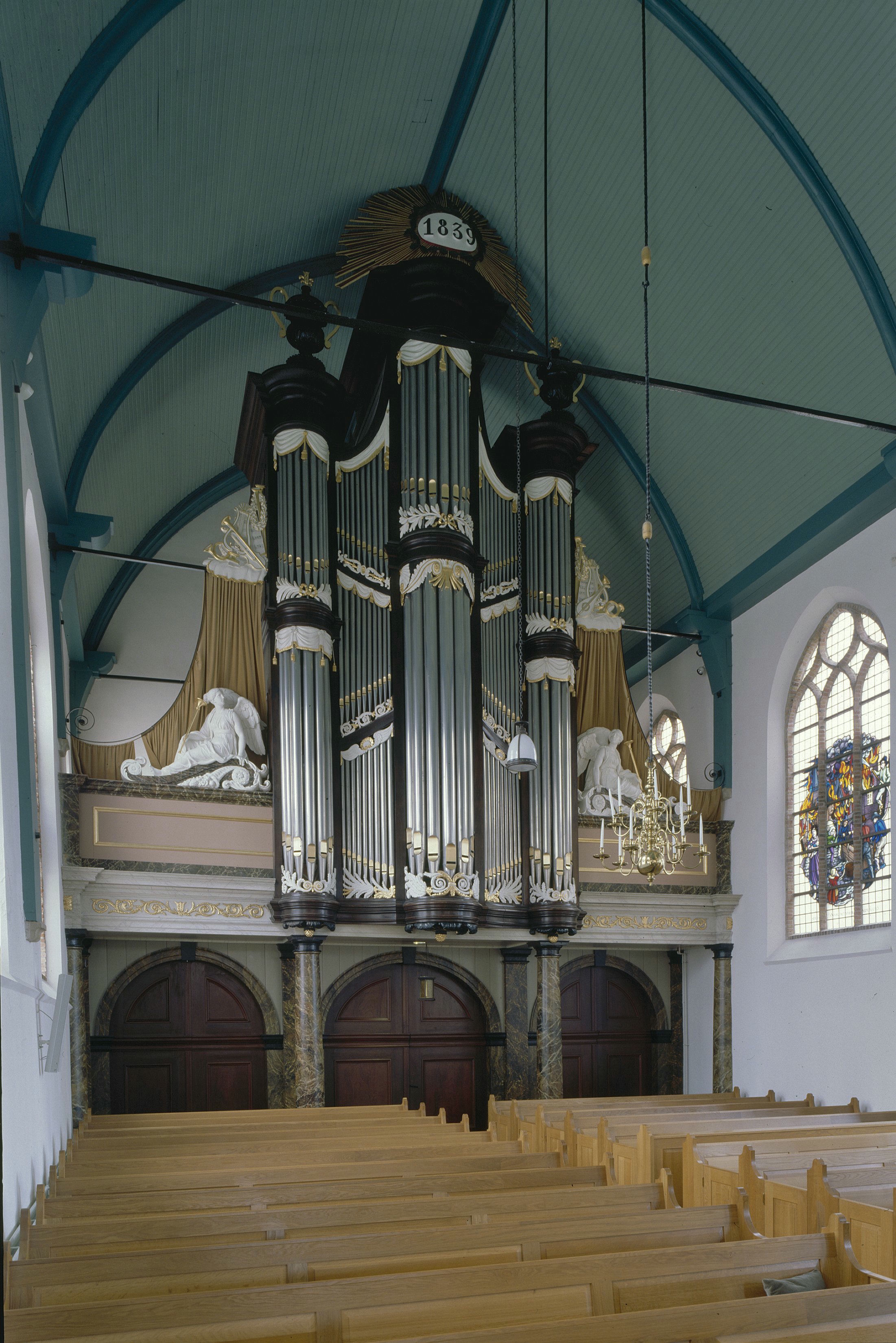
Grote of Sint-Lambertuskerk te Strijen (1839)
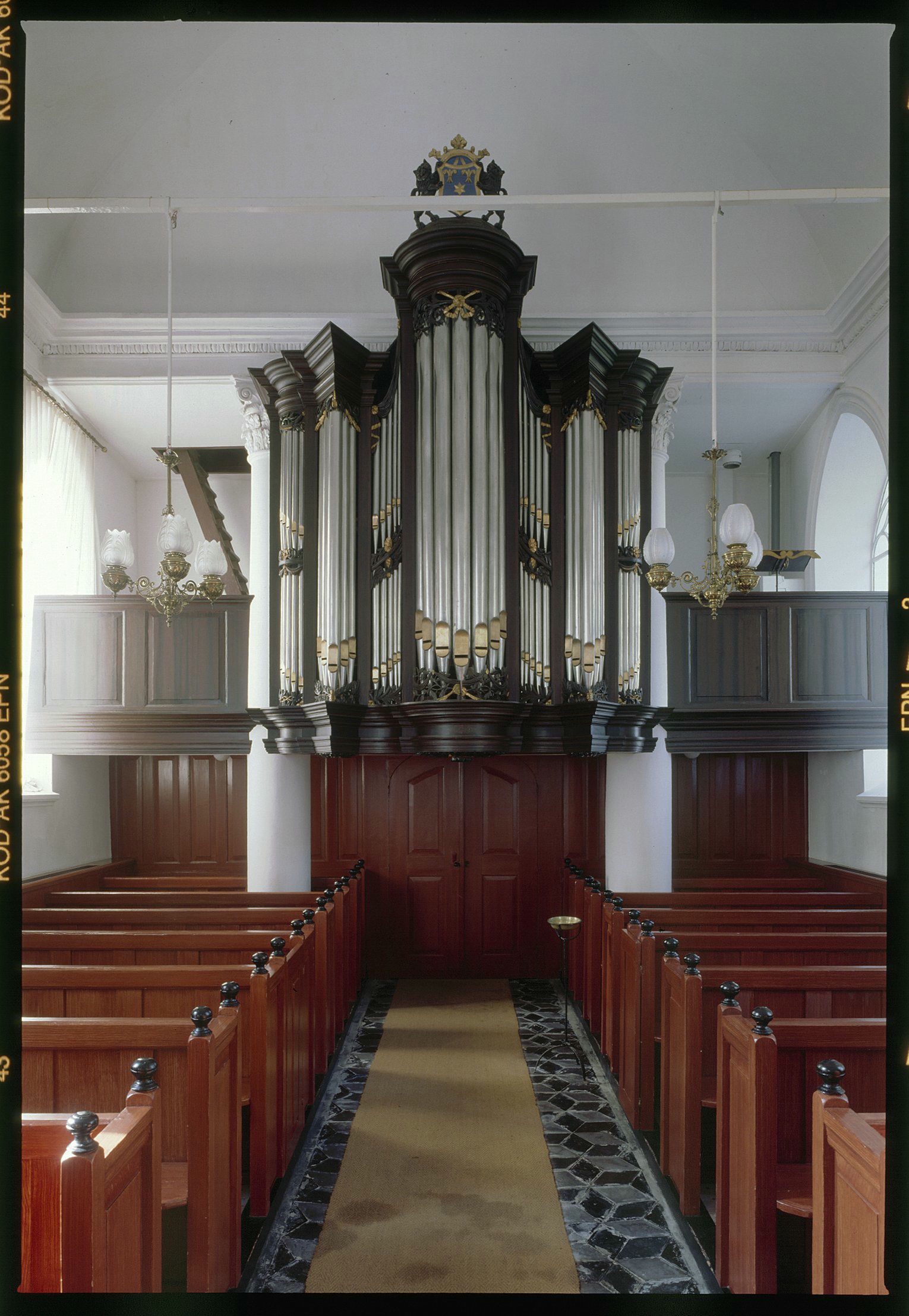
Kerk van Breede (1849 op basis van een ouder kabinetorgel)
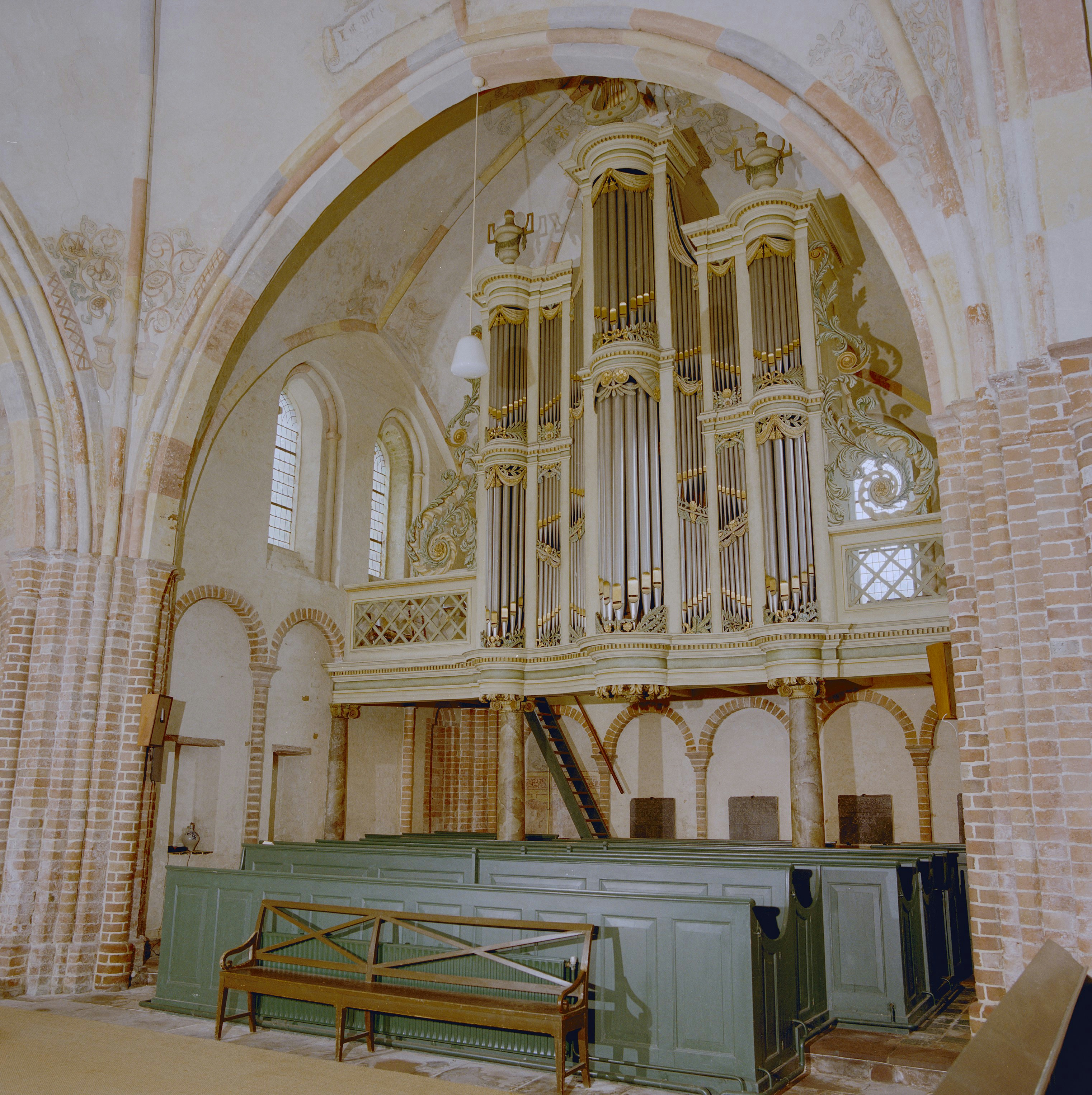
Kerk van Garmerwolde (1851)
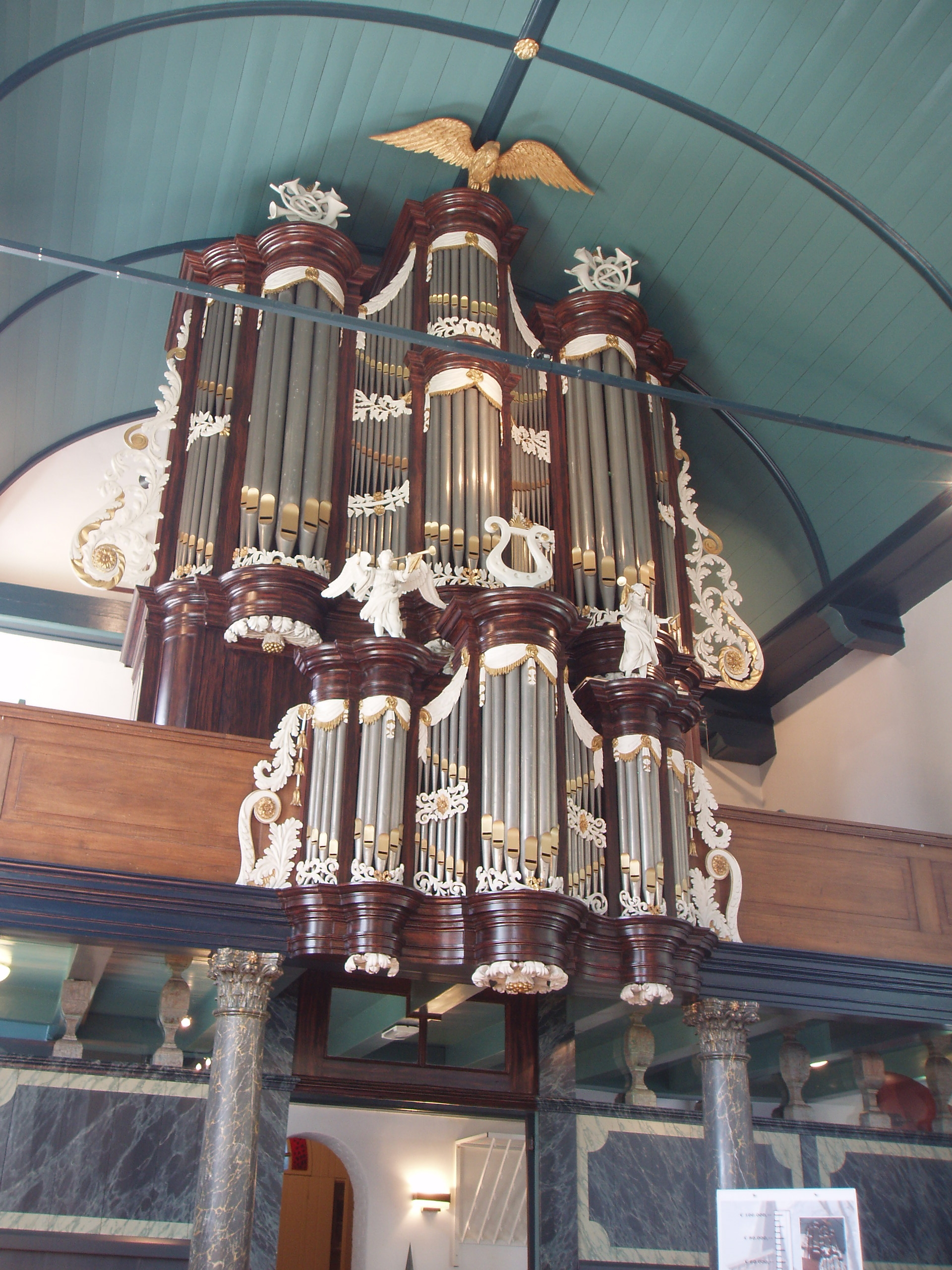
Terptsjerke te Akkrum (1856)
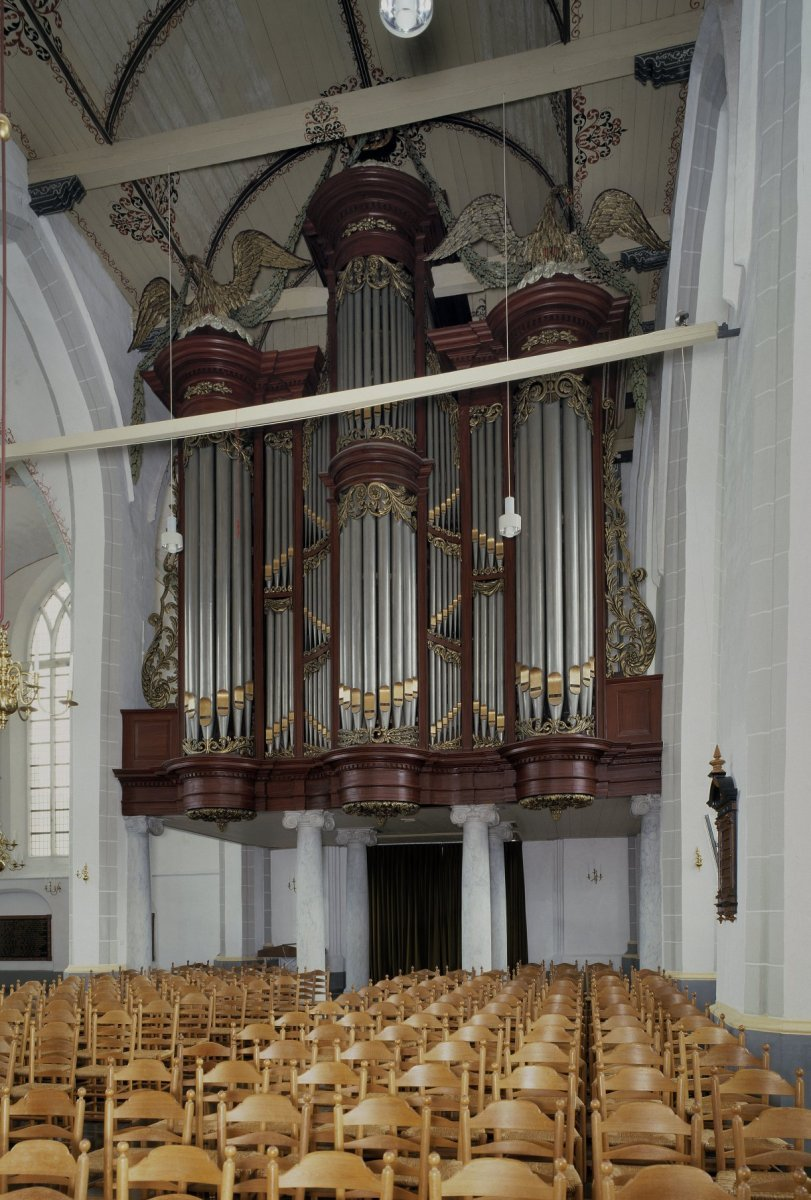
Grote of Sint-Clemenskerk te Steenwijk (1860)
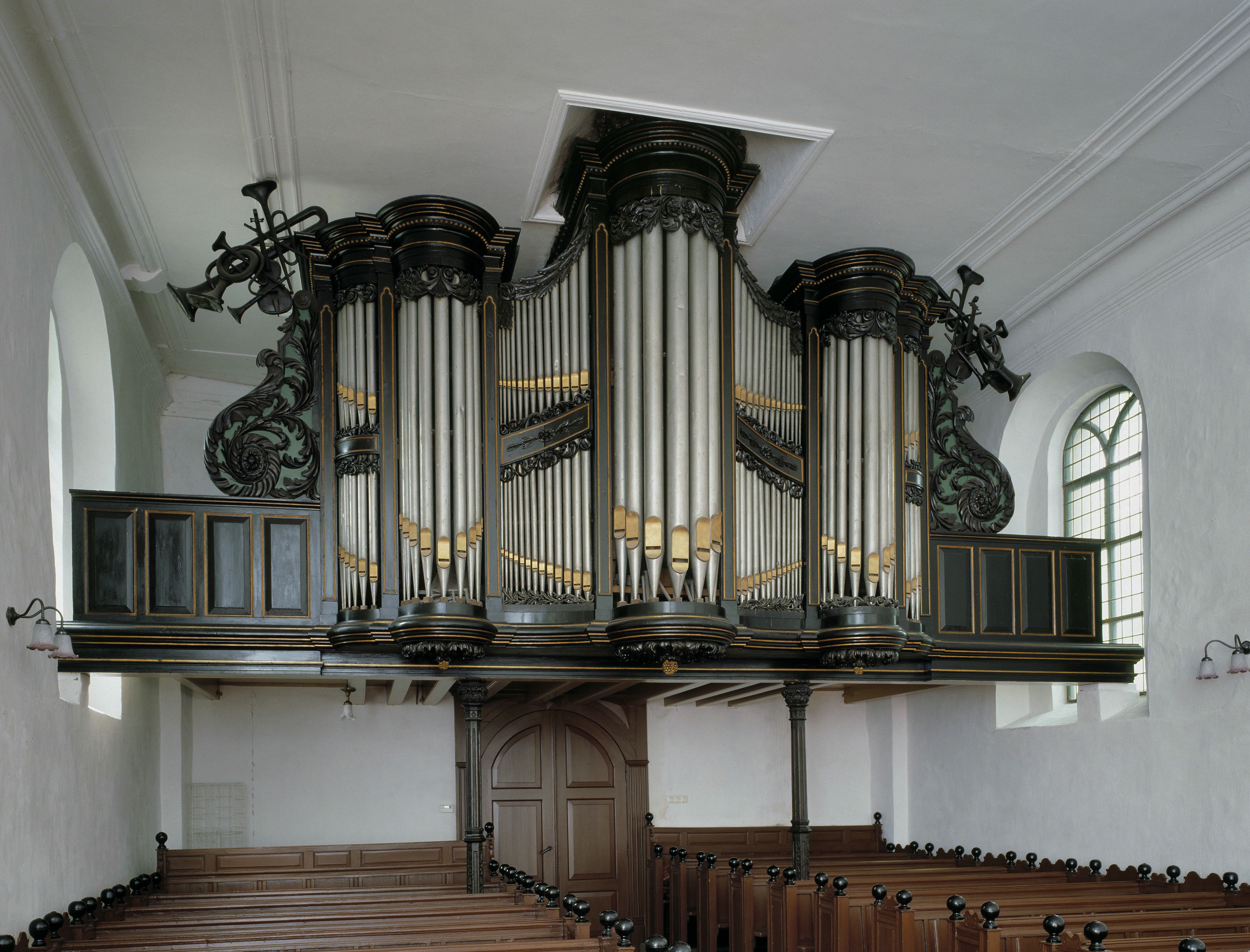
Kerk van Noorddijk (1864)
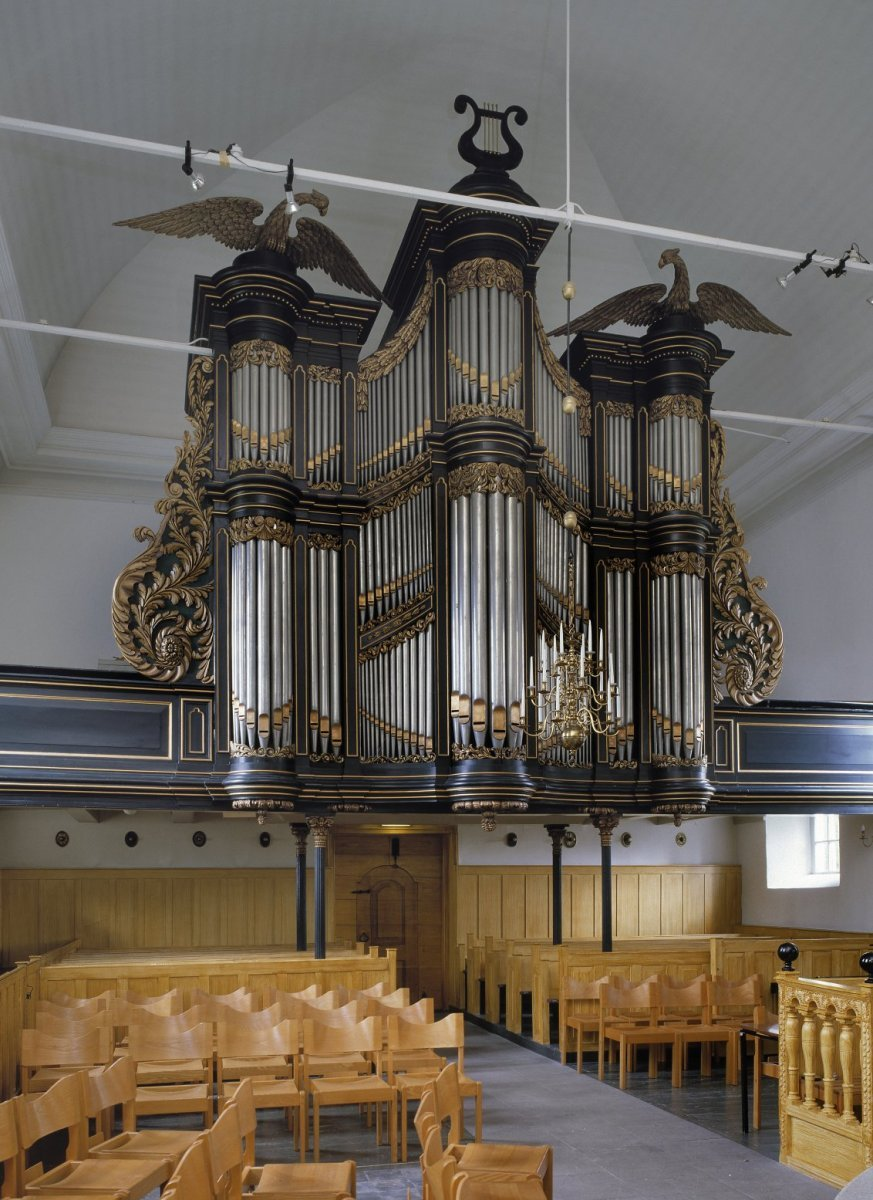
Hervormde kerk (Oude Pekela) (1865)
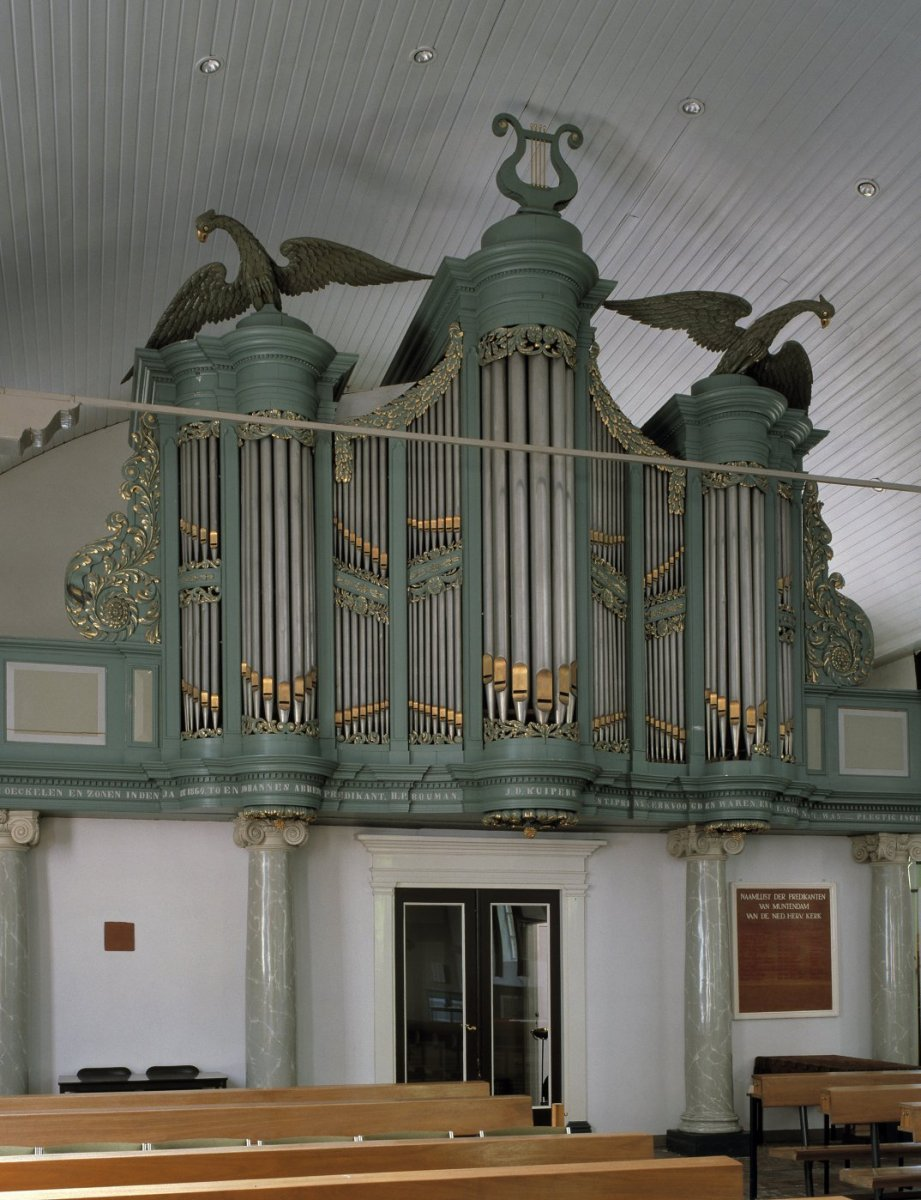
Hervormde kerk te Muntendam (1865), inmiddels weer zwart met goud
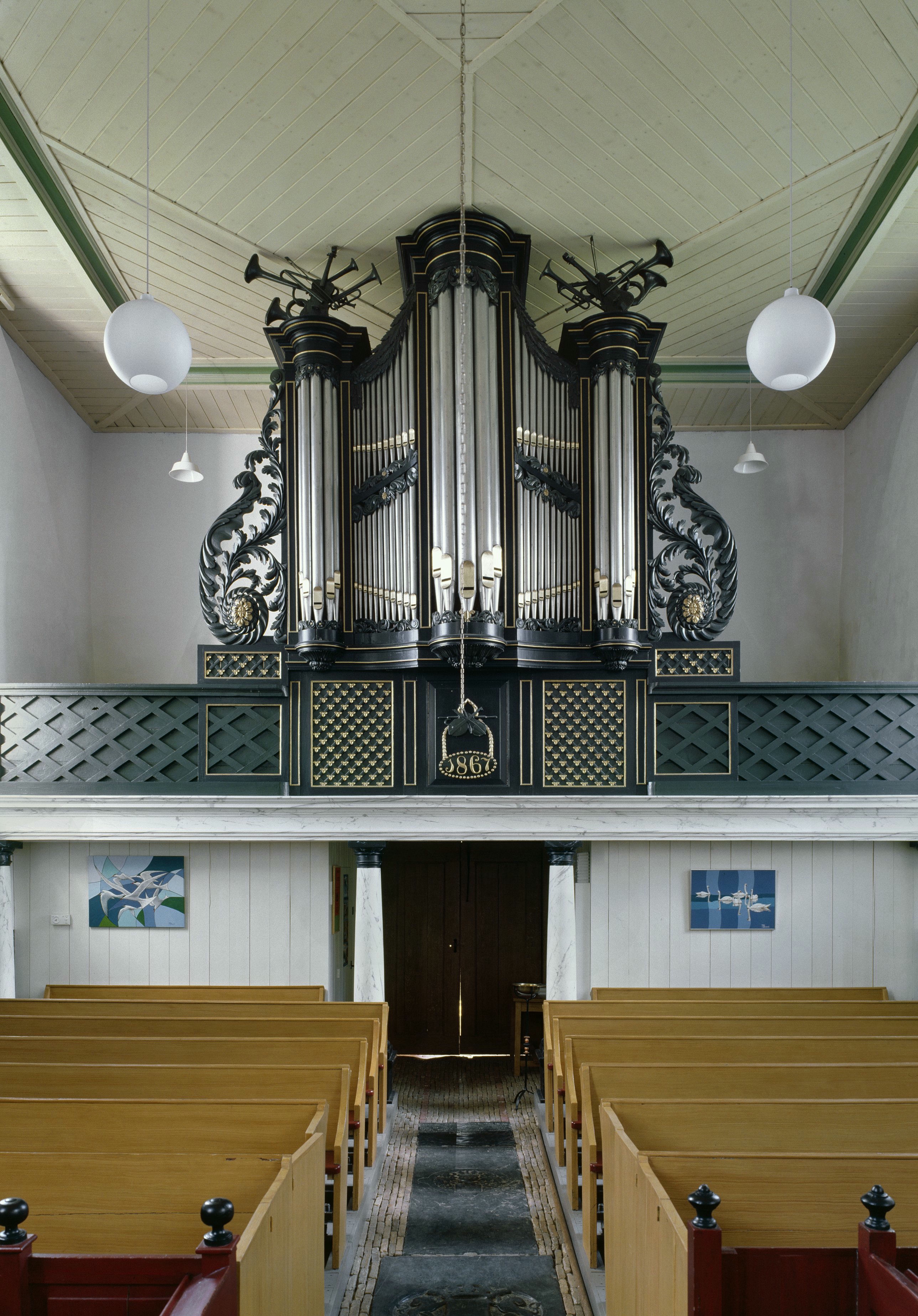
Kerk van Tolbert (1867)
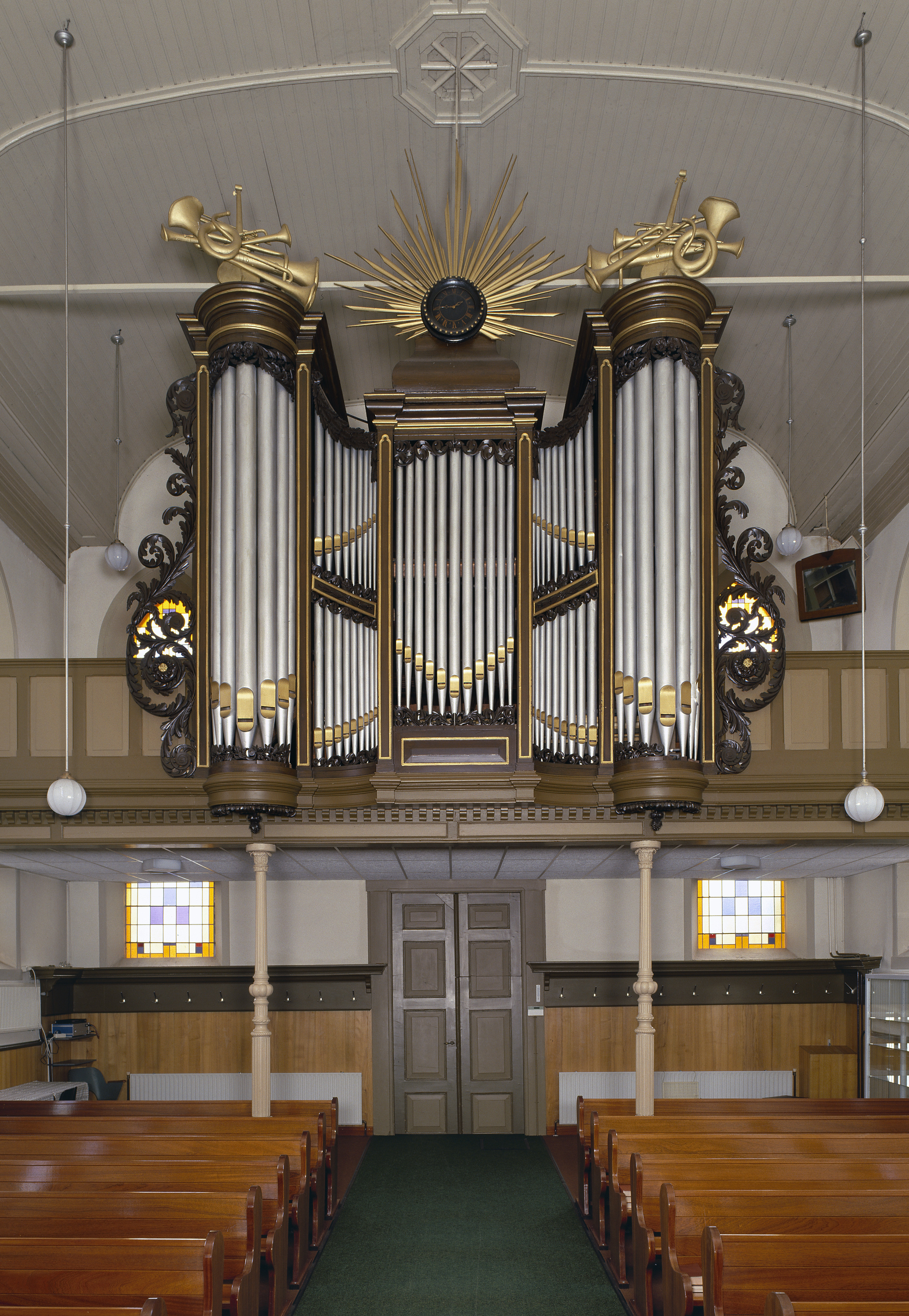
Lutherse kerk (Nieuwe Pekela) (1868)
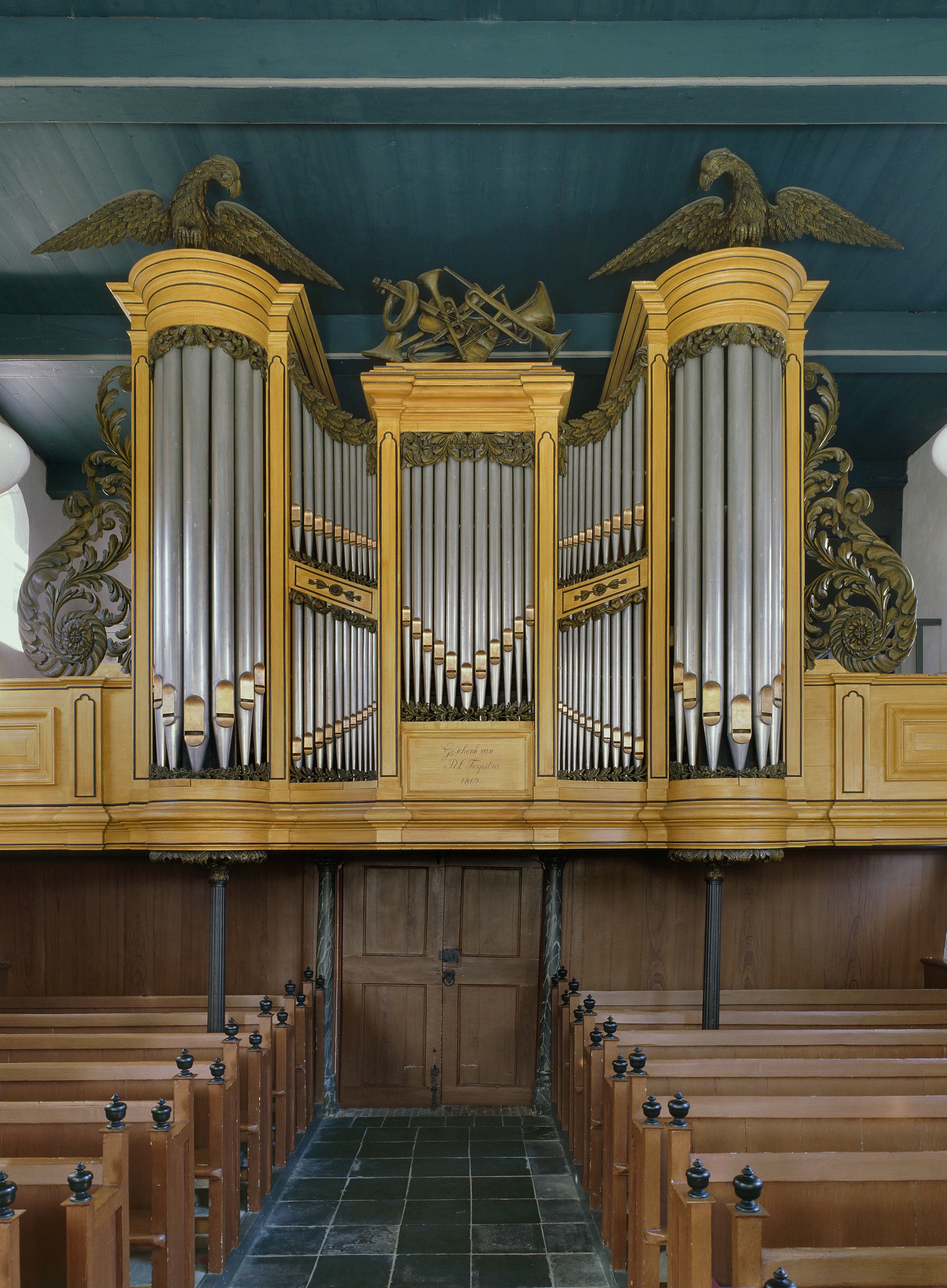
Kerk van Visvliet (1869)
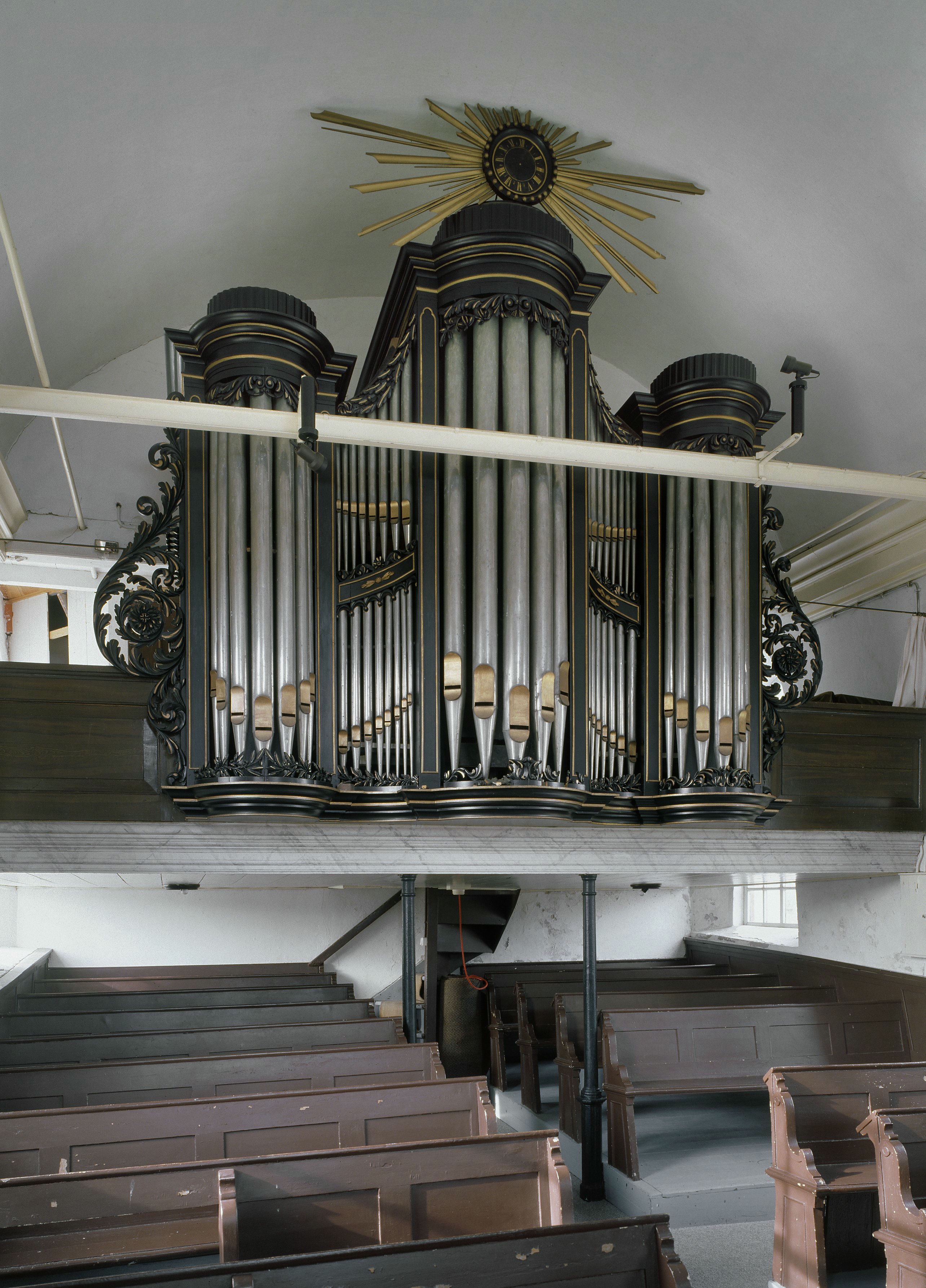
Kerk van Noordwijk (Gn.) (1871)
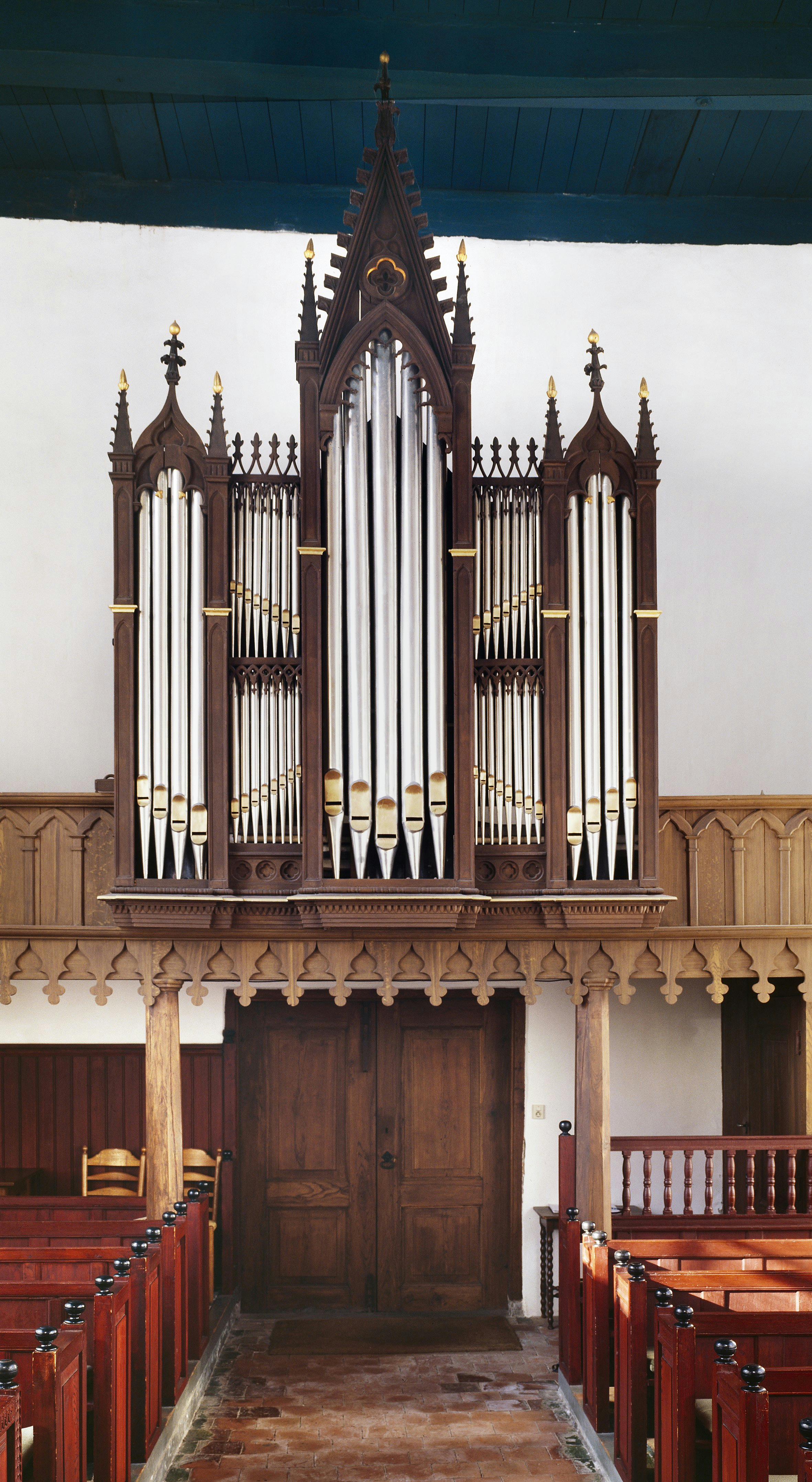
Andreaskerk (Westeremden) (1873)
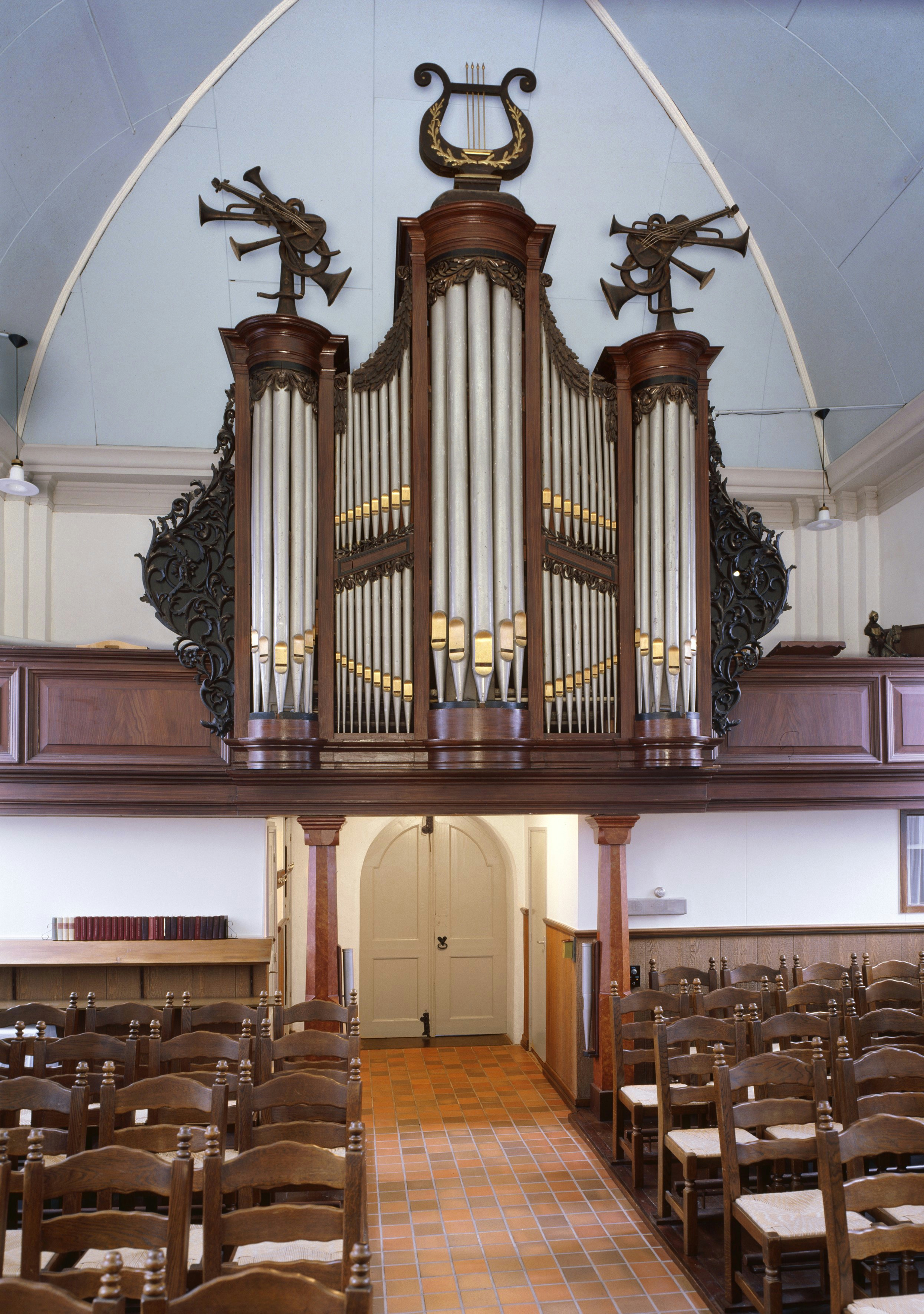
Sint-Joriskerk (Westerlee) (1873)
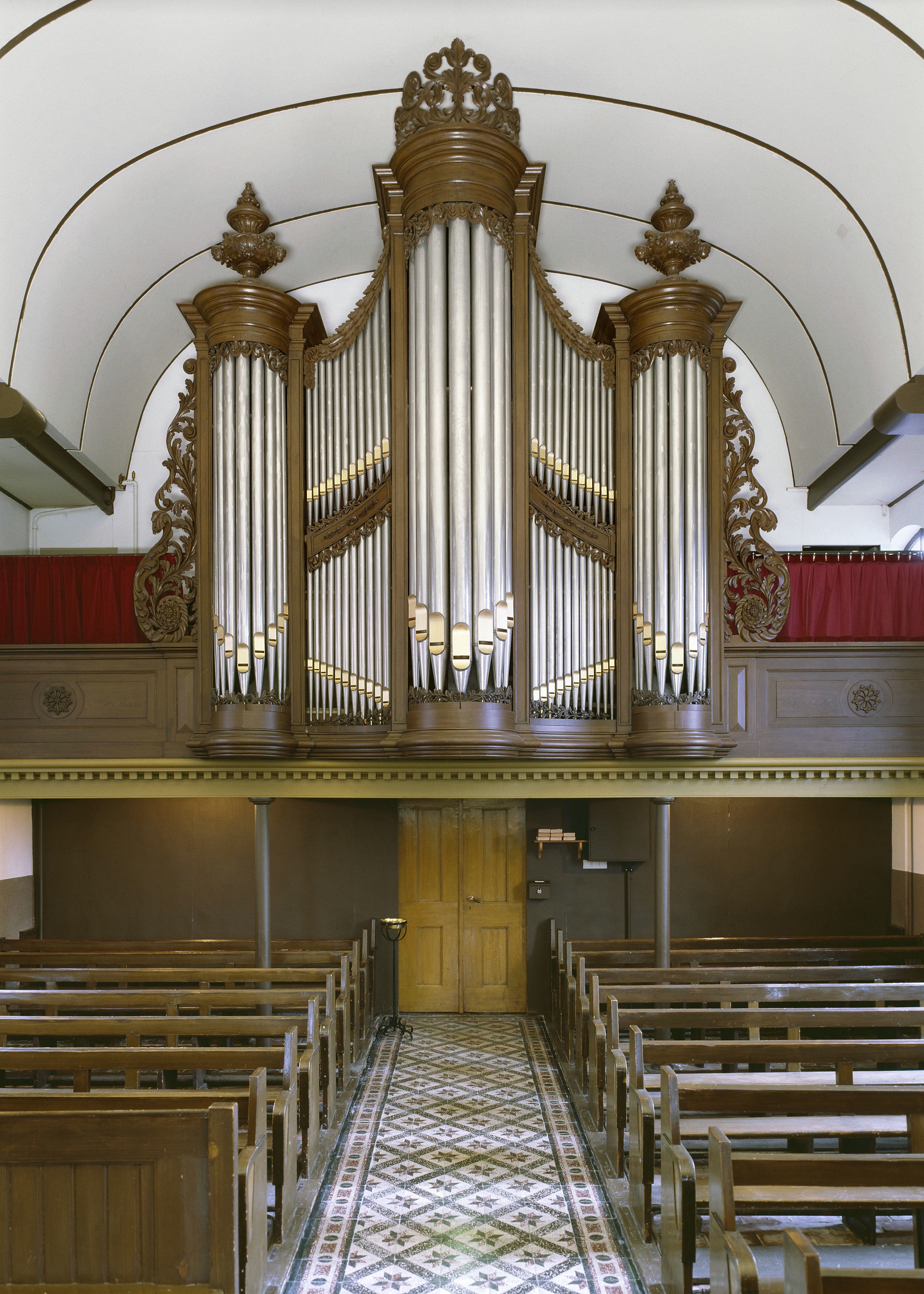
Nijkerkje van Oosteinde (Groningen) (1874)
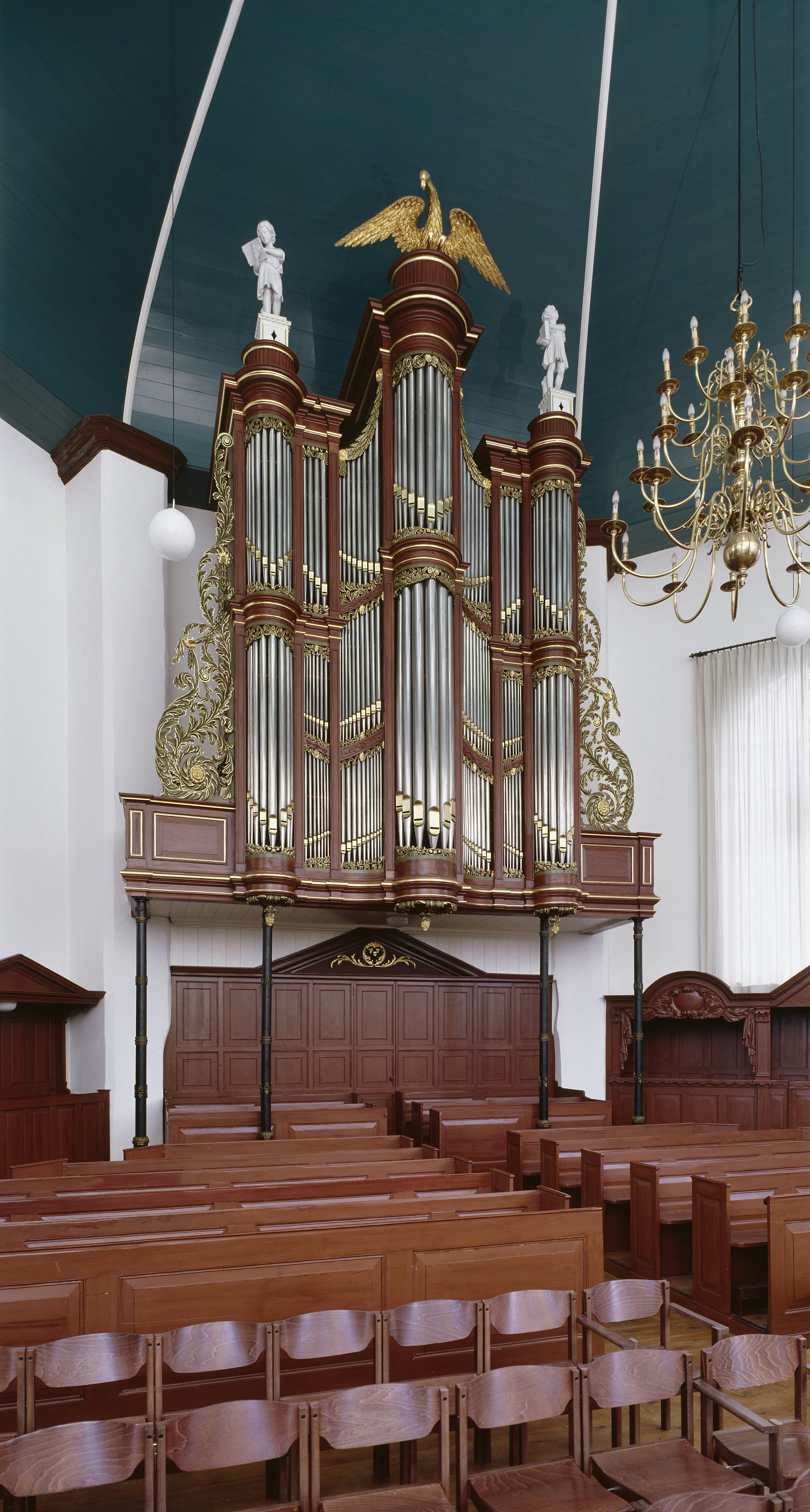
Koepelkerk (Sappemeer) (1875)
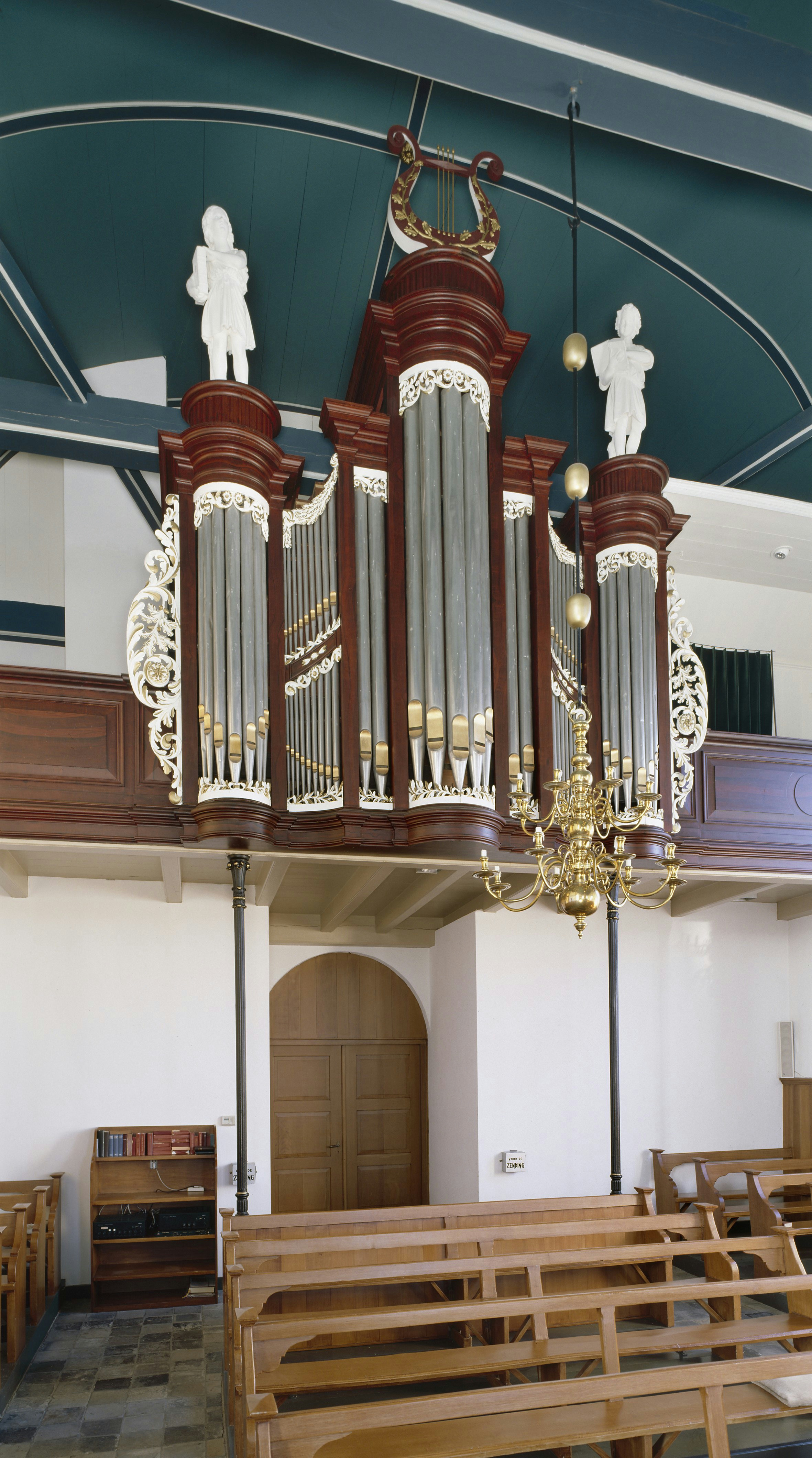
Hervormde kerk (Burum) (1876)
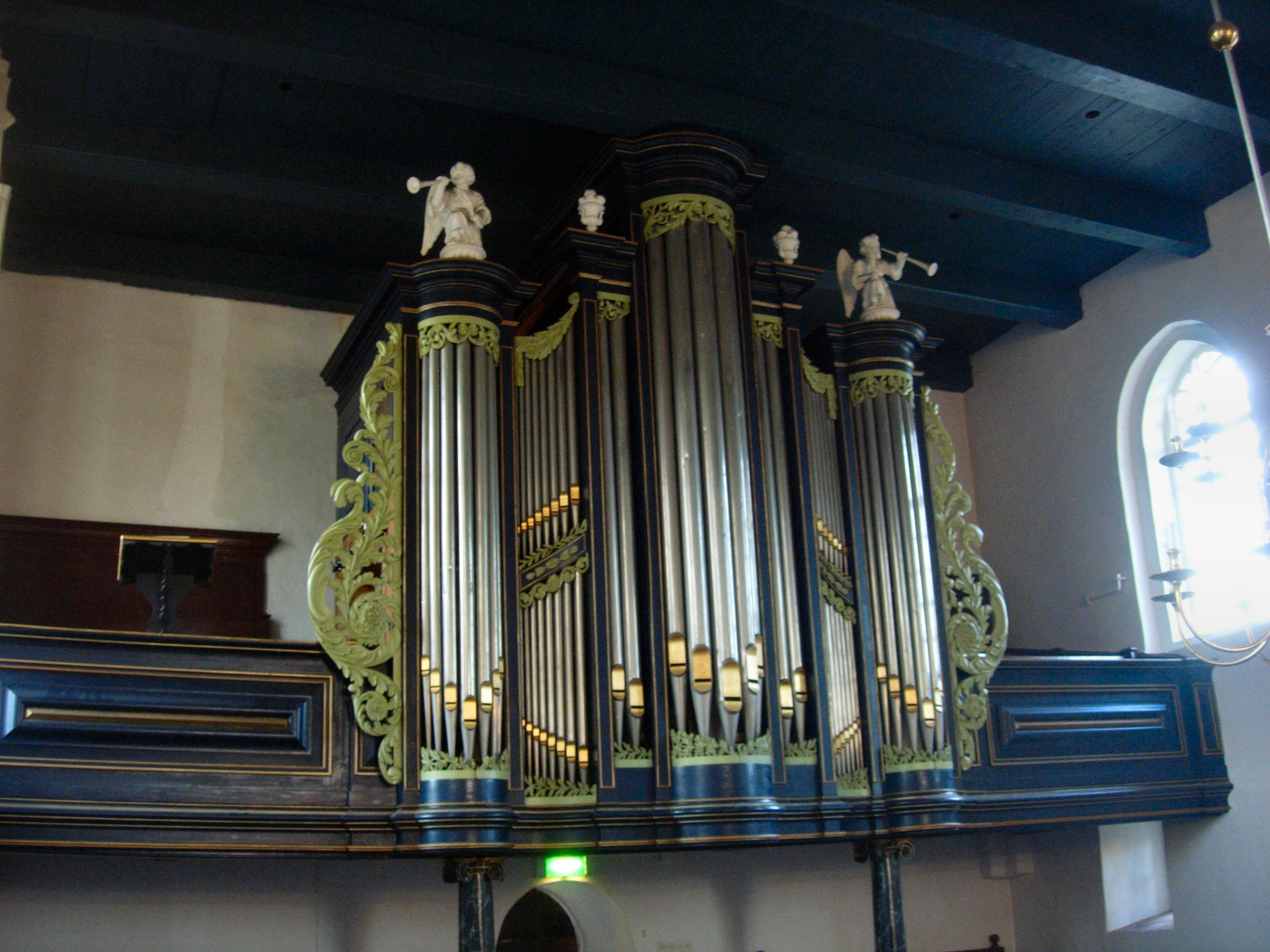
Bartholomeüskerk (Noordlaren) (1876)
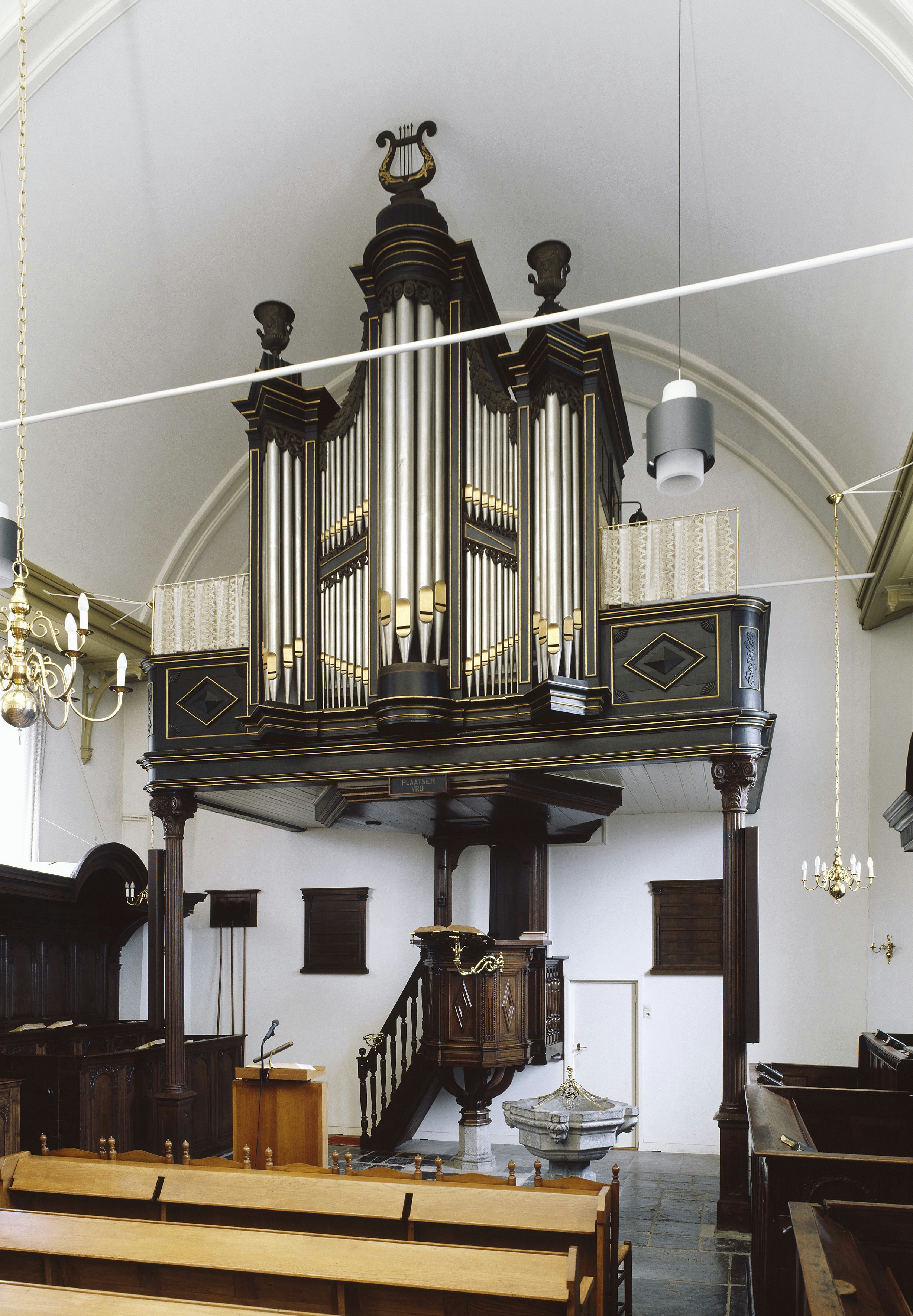
Pleinkerk (Houten) (1878)

Cornelis A. en Antonius van Oeckelen

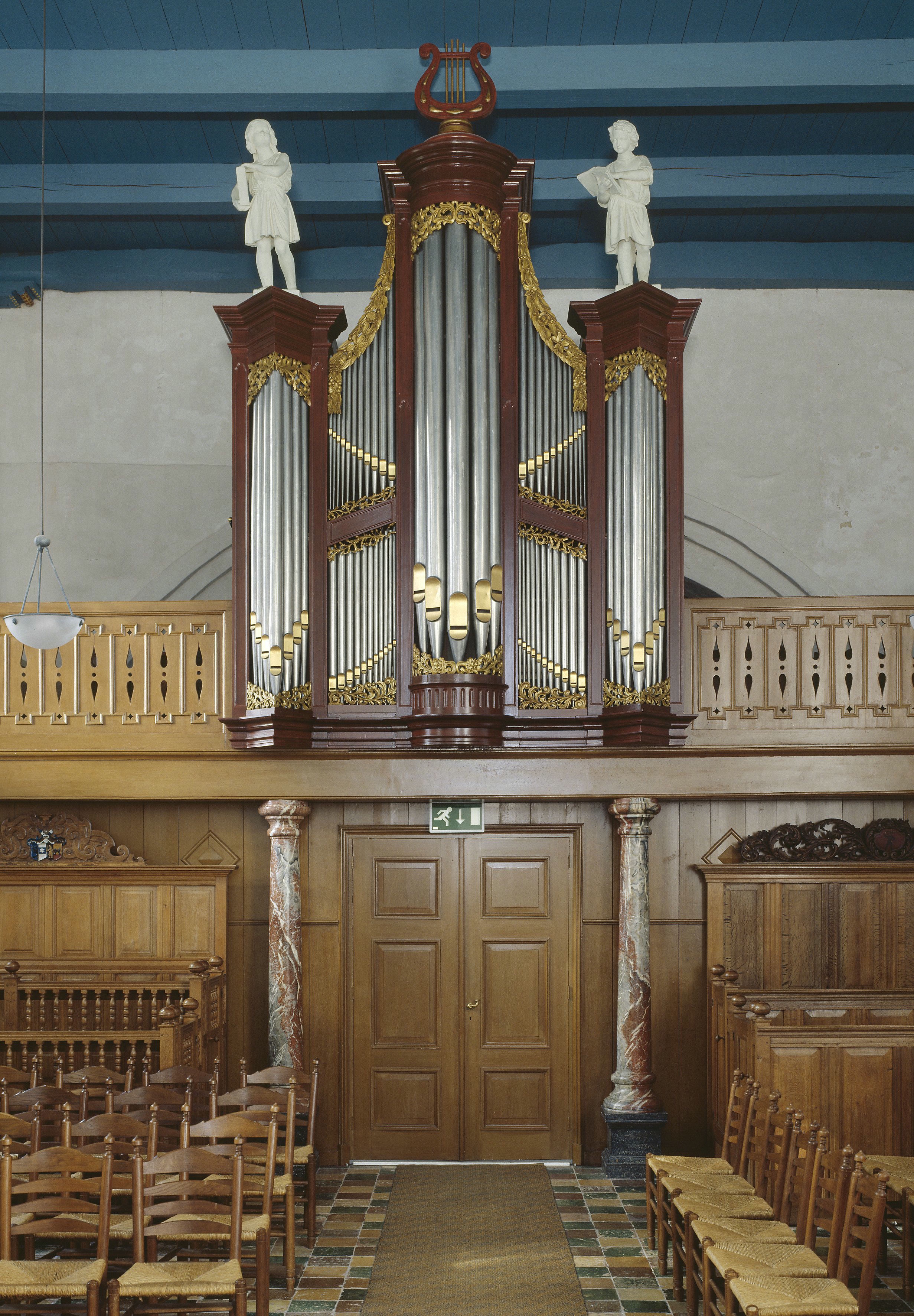
Kerk van Wirdum (Groningen) (1879, door de zonen voltooid)
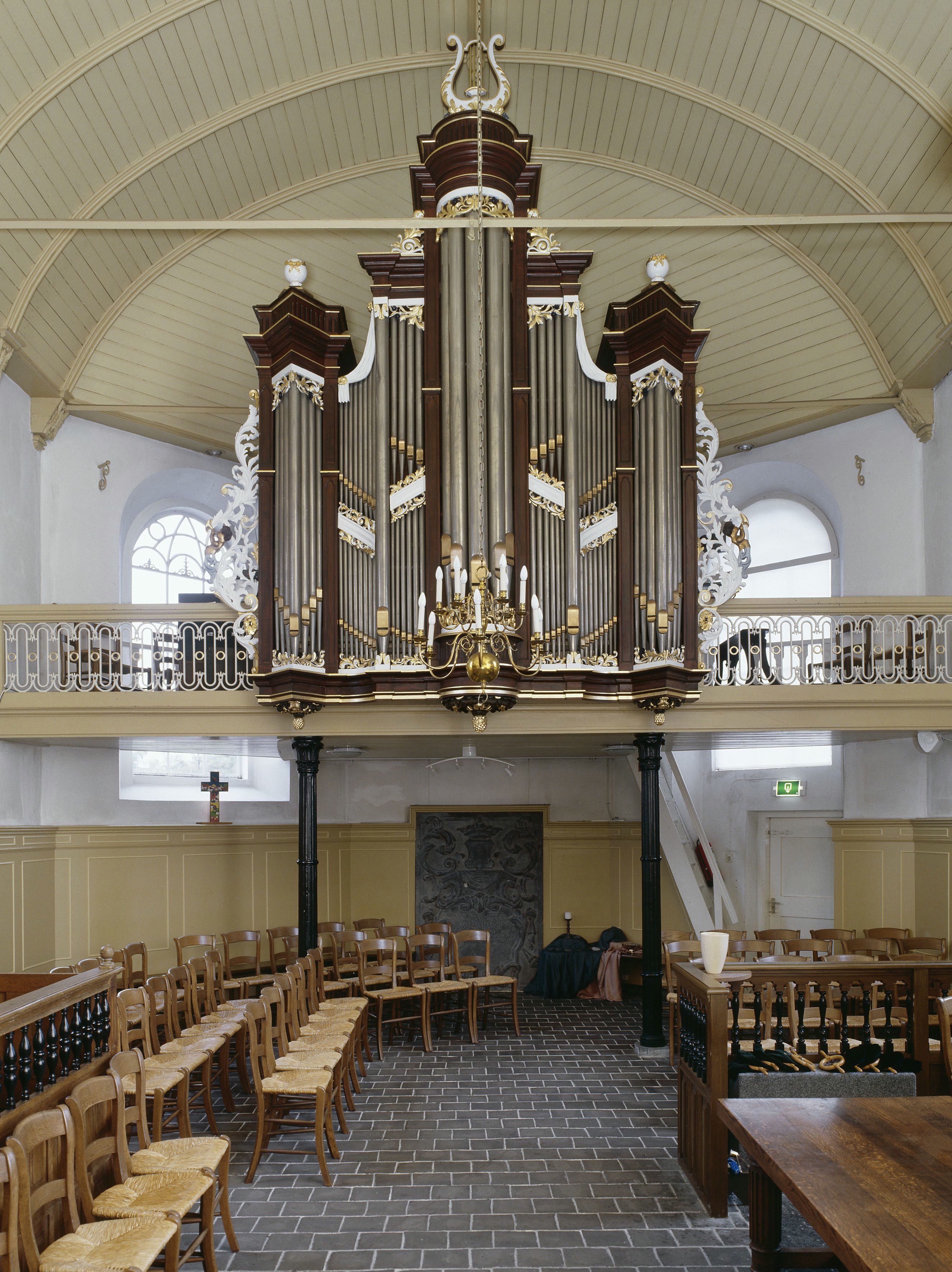
Hofkerk (Hardegarijp) (1879, door de zonen voltooid)
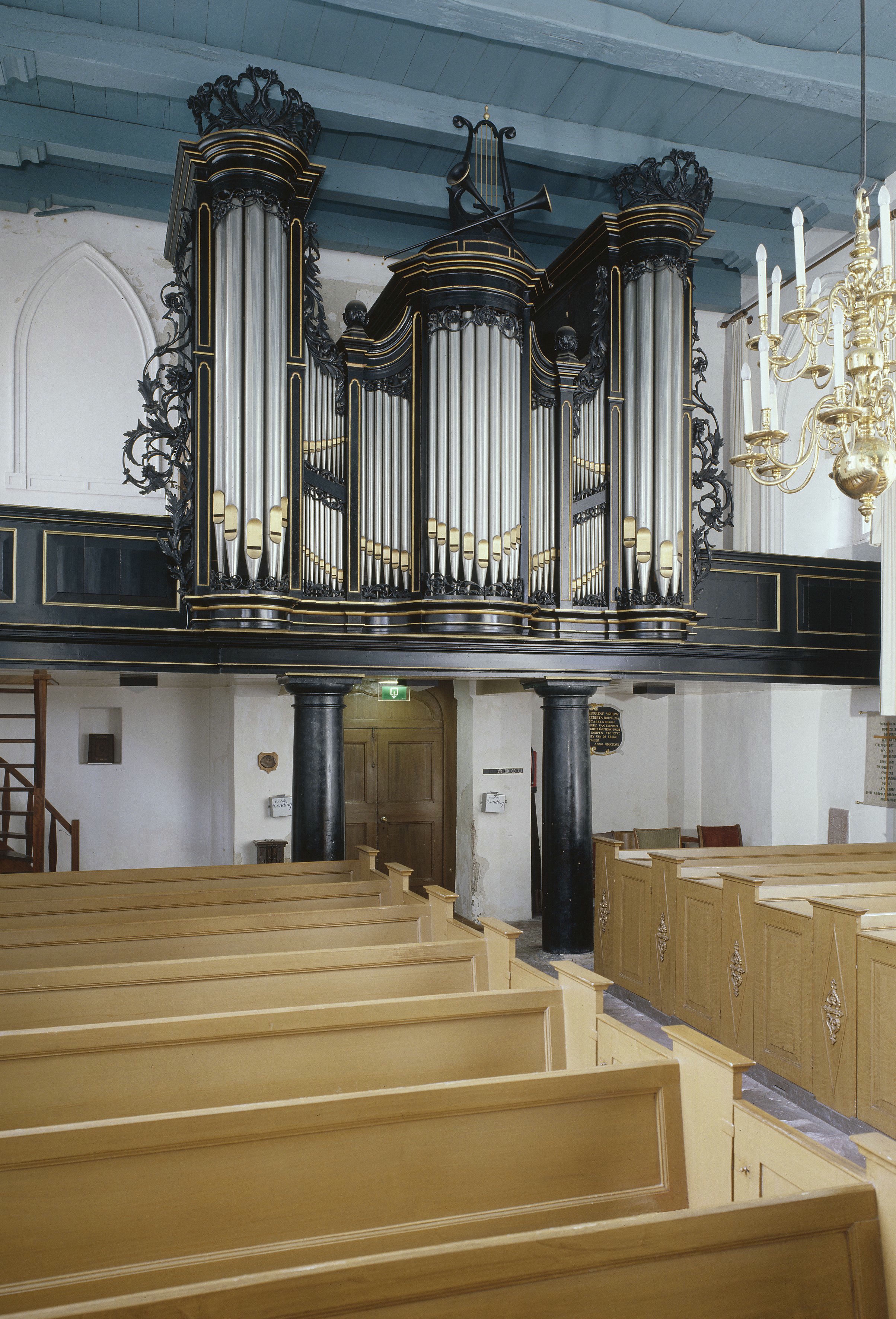
Kerk van Tjamsweer (1880, door de zonen voltooid)
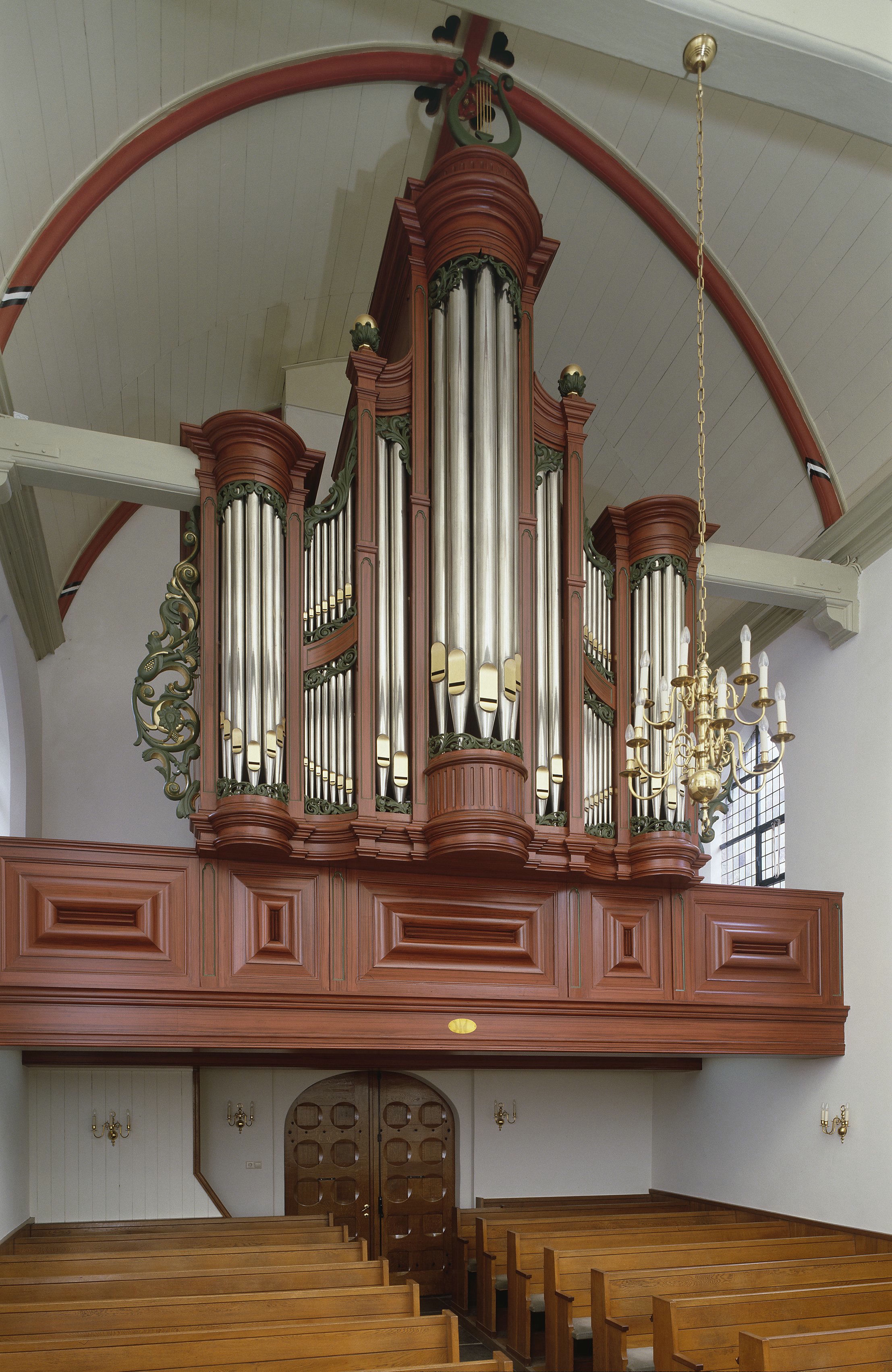
Stulpkerk in Lage Vuursche (1881)
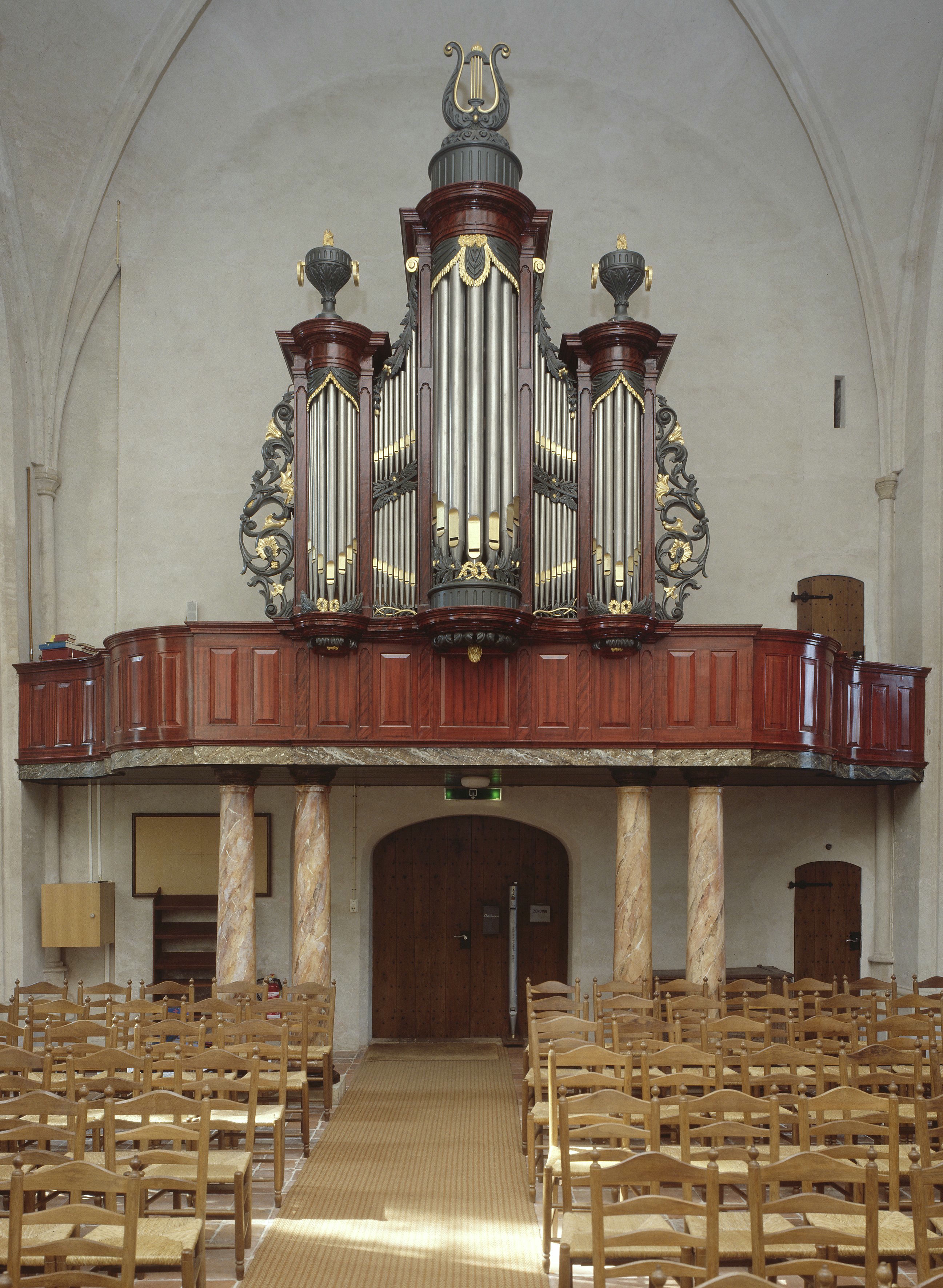
Sint-Pancratiuskerk (Diever) (1882)
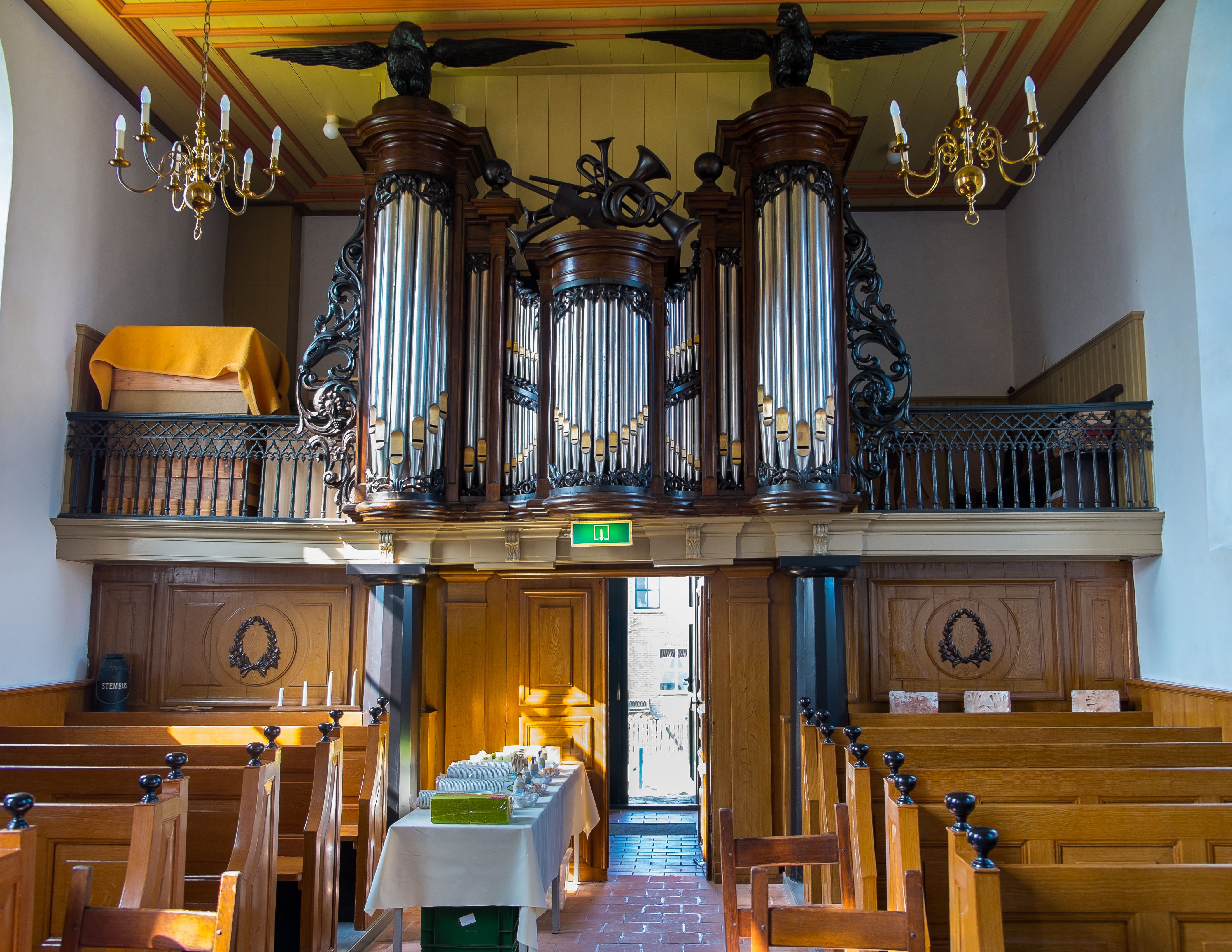
Kerk van Niekerk (De Marne) (1883)
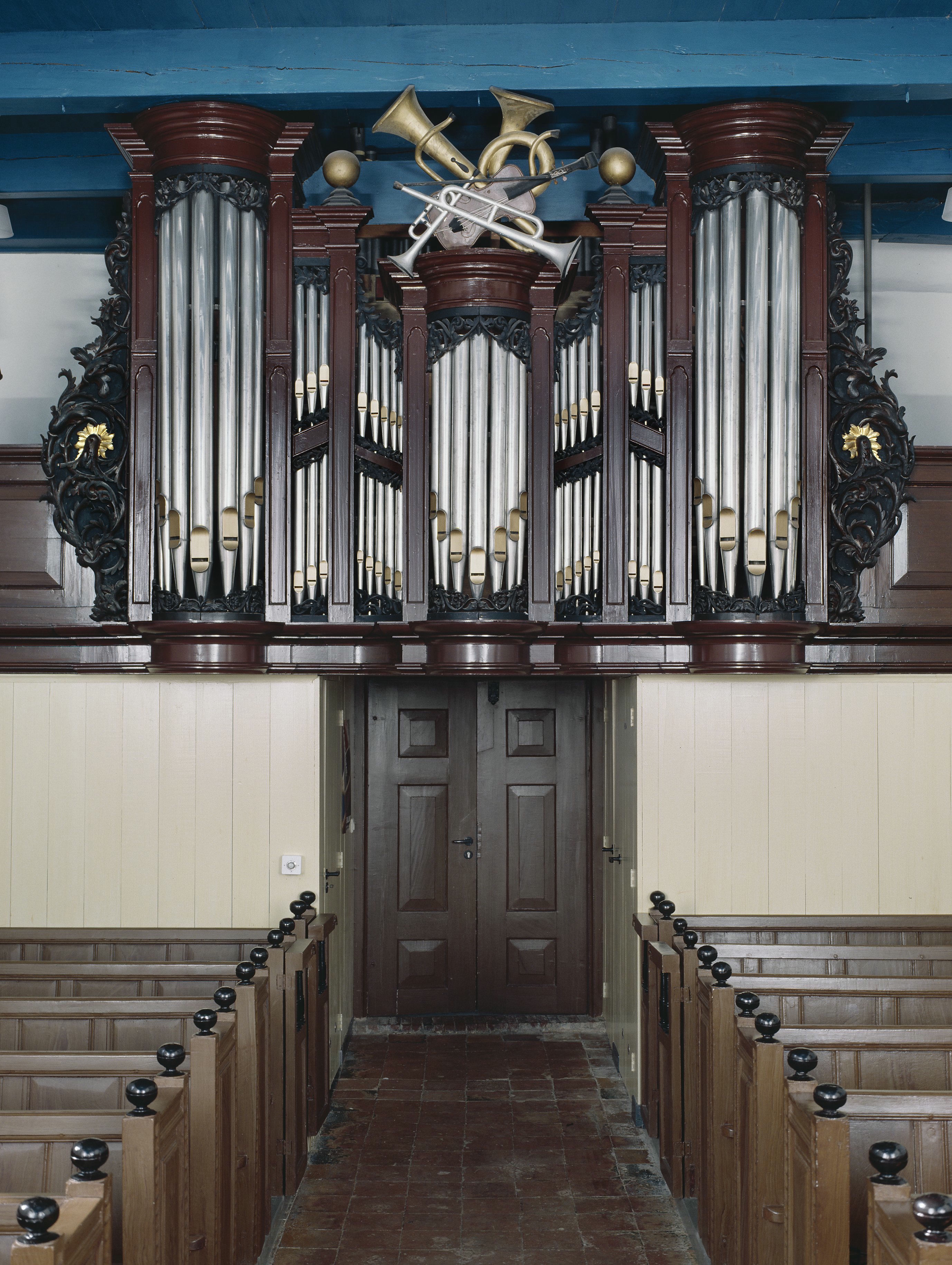
Kerk van Westernieland (1893)
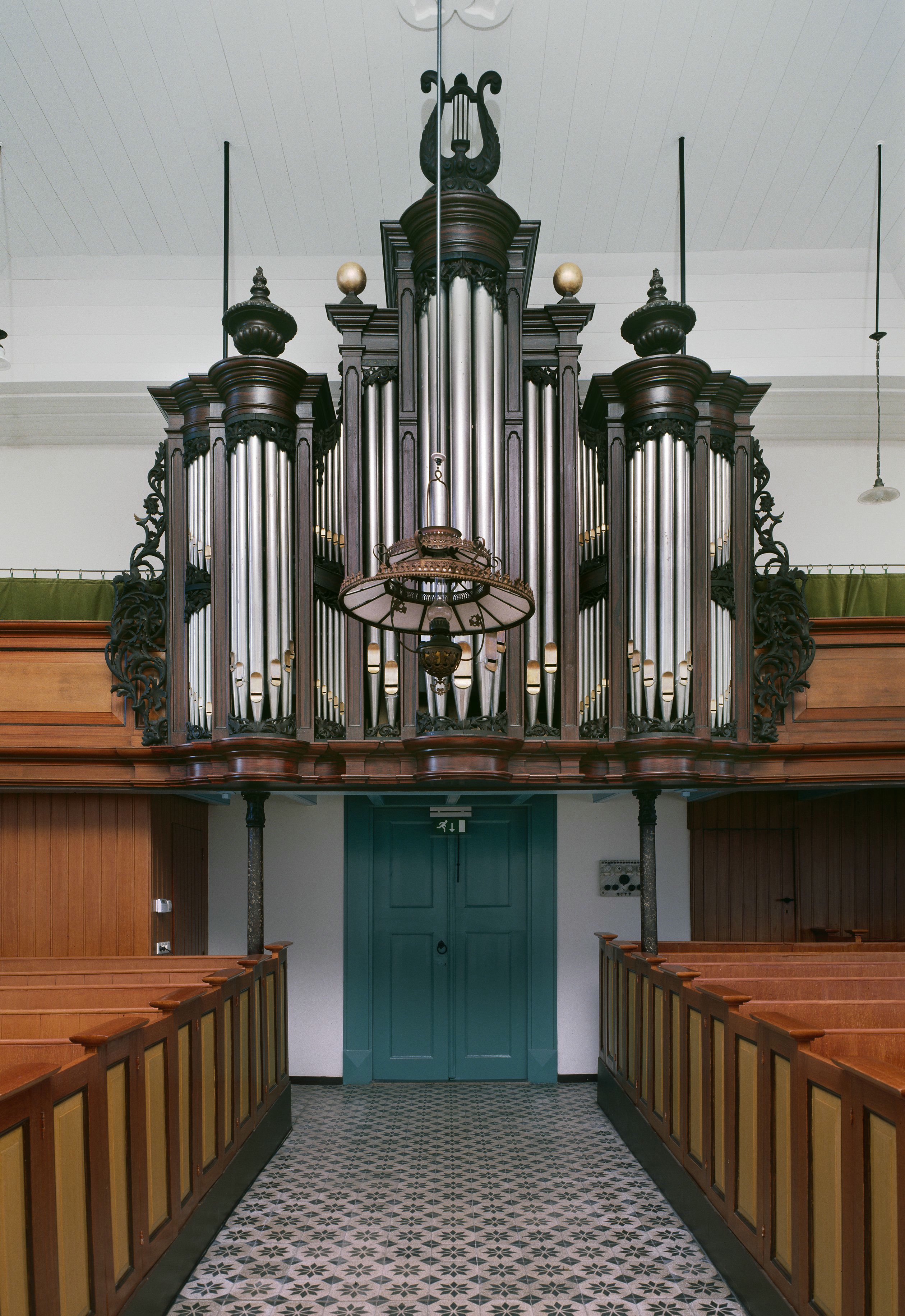
Kerk van Woltersum (1894)
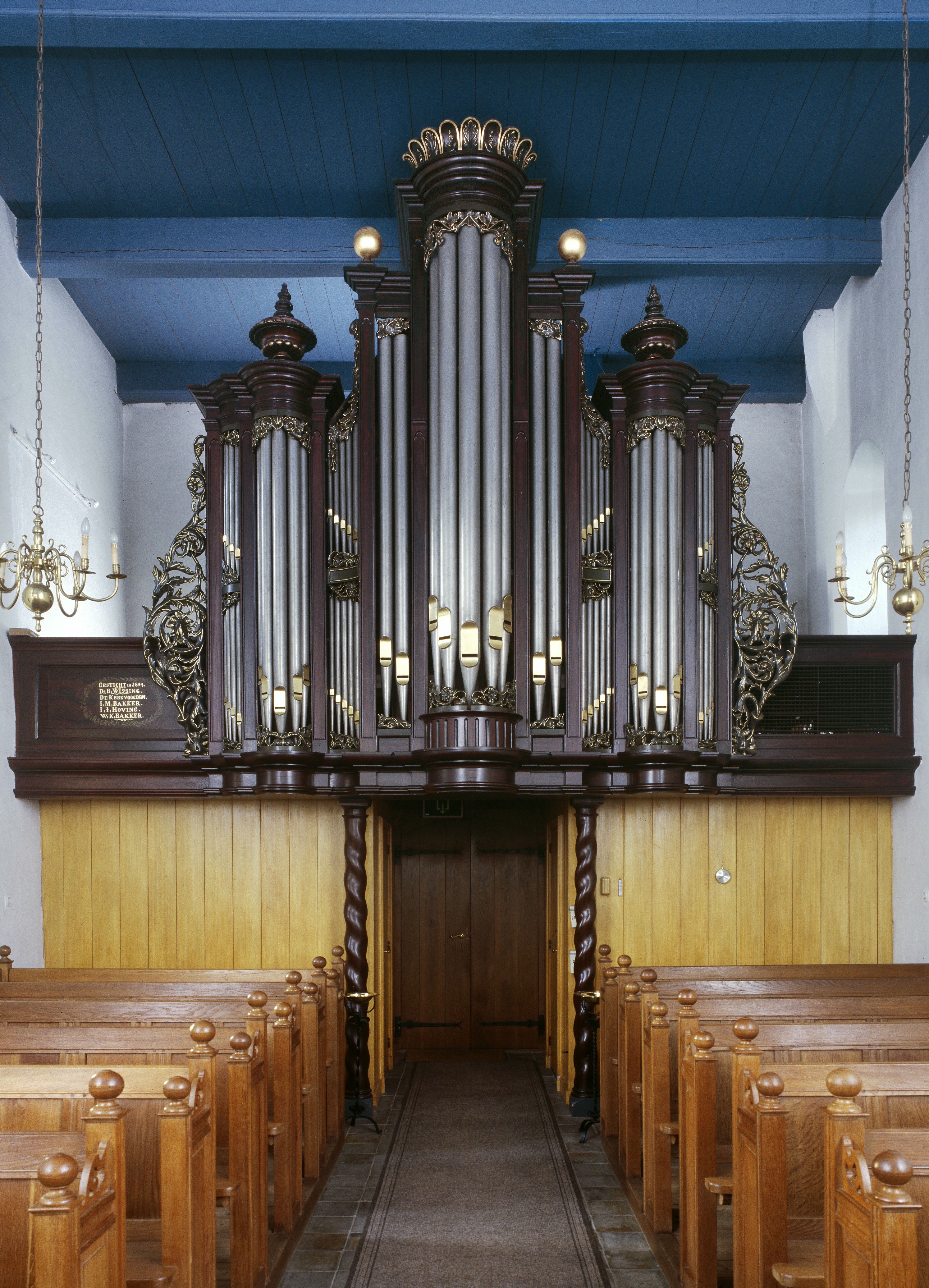
Kerk van Niekerk (Grootegast) (1895)